# Sogdiana
La Sogdiana era un'antica civiltà iranica situata tra i fiumi Amu Darya e Syr Darya, corrispondente a parte degli attuali Uzbekistan, Turkmenistan, Tagikistan, Kazakistan e Kirghizistan. Fu anche una provincia dell'Impero achemenide e viene menzionata nell'iscrizione di Behistun di Dario il Grande. La Sogdiana fu conquistata per la prima volta da Ciro il Grande, fondatore dell'Impero achemenide, e successivamente annessa da Alessandro Magno nel 328 a.C. Nel corso dei secoli, passò sotto il controllo di diversi imperi: l'Impero seleucide, il Regno greco-battriano, l'Impero kushan, l'Impero sasanide, l'Impero eftalita, il Khaganato turco occidentale, fino alla conquista islamica della Transoxiana.
Le città-stato sogdiane, pur non essendo mai politicamente unite, avevano il loro fulcro nella città di Samarcanda. La lingua sogdiana, un idioma iranico orientale, non è più parlata oggi, ma un suo discendente, lo yaghnobi, è ancora utilizzato da alcune comunità tagike. Il sogdiano era ampiamente diffuso in Asia centrale come lingua franca e veniva usato anche per la redazione di documenti ufficiali nel Primo Khaganato turco.
I Sogdiani furono presenti anche nella Cina imperiale, raggiungendo posizioni di rilievo nell'esercito e nell'amministrazione durante la dinastia Tang (618-907 d.C.). I mercanti e i diplomatici sogdiani si spinsero a ovest fino all'Impero bizantino, svolgendo un ruolo cruciale come intermediari nelle rotte commerciali della Via della seta. Inizialmente praticavano religioni come lo zoroastrismo, il manicheismo, il buddhismo e, in misura minore, il cristianesimo nestoriano. Tuttavia, la conversione all'Islam iniziò con la conquista musulmana della Transoxiana nell'VIII secolo. Entro la fine dell'Impero samanide, nel 999 d.C., la conversione era quasi completa, coincidendo con il declino della lingua sogdiana, gradualmente sostituita dal neopersiano.

## Geografia
La Sogdiana si trovava a nord della Battriana, a est della Corasmia e a sud-est di Kangju, tra l'Oxo (Amu Darya) e lo Iaxarte (Syr Darya), includendo la fertile valle dello Zeravšan (conosciuto come Politimeto dagli antichi greci). Il territorio sogdiano corrisponde alle attuali regioni di Samarcanda e Buchara in Uzbekistan, oltre alla regione del Sughd nell'odierno Tagikistan. Durante l'Alto Medioevo, le città sogdiane comprendevano insediamenti che si estendevano fino all'Issyk-Kul, tra cui il sito archeologico di Suyab.

## Etimologia
Oswald Szemerényi dedica un'approfondita analisi alle etimologie dei nomi etnici antichi legati agli Sciti nella sua opera Four Old Iranian Ethnic Names: Scythian – Skudra – Sogdian – Saka. Secondo Szemerényi, i nomi forniti dallo storico greco Erodoto, insieme a quelli menzionati nel titolo dell'opera, ad eccezione di Saka, così come molti altri termini per «Sciti» (come l'assiro Aškuz e il greco Skuthēs), derivano dalla radice indoeuropea antica *skeud-, che significa «spingere, lanciare» (cfr. l'inglese shoot). *skud- rappresenta la forma zero-grade, cioè una variante in cui la vocale -e- è assente. Il nome ricostruito per gli Sciti è *Skuδa («arciere»), che tra gli Sciti Pontici o Reali diventò *Skula, con la sostituzione regolare di δ con l. Secondo Szemerényi, la Sogdiana (antico persiano: Suguda-; uzbeko: Sug'd, Sug'diyona; persiano: سغد, Soġd; tagiko: Суғд, سغد, Suġd; cinese: 粟特, sùtè; greco: Σογδιανή, Sogdianē) deve il proprio nome alla forma Skuδa. Partendo dai nomi della provincia riportati nelle iscrizioni in antico persiano, Sugda e Suguda, e applicando le conoscenze derivate dal sogdiano medio, secondo cui la sequenza -gd- in antico persiano veniva pronunciata come fricativa sonora -γδ-, Szemerényi arriva alla forma ricostruita *Suγδa come endonimo del sogdiano antico. Szemerényi traccia lo sviluppo di *Suγδa da Skuδa («arciere») applicando i cambiamenti fonetici evidenti in altre parole sogdiane e nell'indoeuropeo. Il processo evolutivo sarebbe il seguente: Skuδa > *Sukuda (per anaptissi, cioè l'aggiunta di una vocale epentetica) > *Sukuδa (regolarizzazione) > *Sukδa (sincope, perdita di una vocale) > *Suγδa (assimilazione).

## Storia

### Preistoria
La Sogdiana possedeva una cultura urbana risalente all'Età del Bronzo: i primi insediamenti urbani di questo periodo compaiono nei reperti archeologici a partire dal sito di Sarazm, in Tagikistan, databile fino al IV millennio a.C. Successivamente, emerge il sito di Kök Tepe, vicino all'odierna Bulungur, in Uzbekistan, che risale almeno al XV secolo a.C.

### Periodo avestico (900-500 a.C. ca.)
Nell'Avesta, in particolare nello Yašt Mihr e nel Vendidad, il toponimo Gava (gava-, gāum) viene menzionato come la terra dei Sogdiani. Gava è dunque interpretato come un riferimento alla Sogdiana nell'epoca in cui furono composti i testi avestici. Sebbene non esista un consenso unanime sulla cronologia dell'Avesta, la maggior parte degli studiosi oggi propende per una datazione antica, collocando la composizione dei testi avestici più recenti, come il Mihr Yasht e il Vendidad, nella prima metà del I millennio a.C.

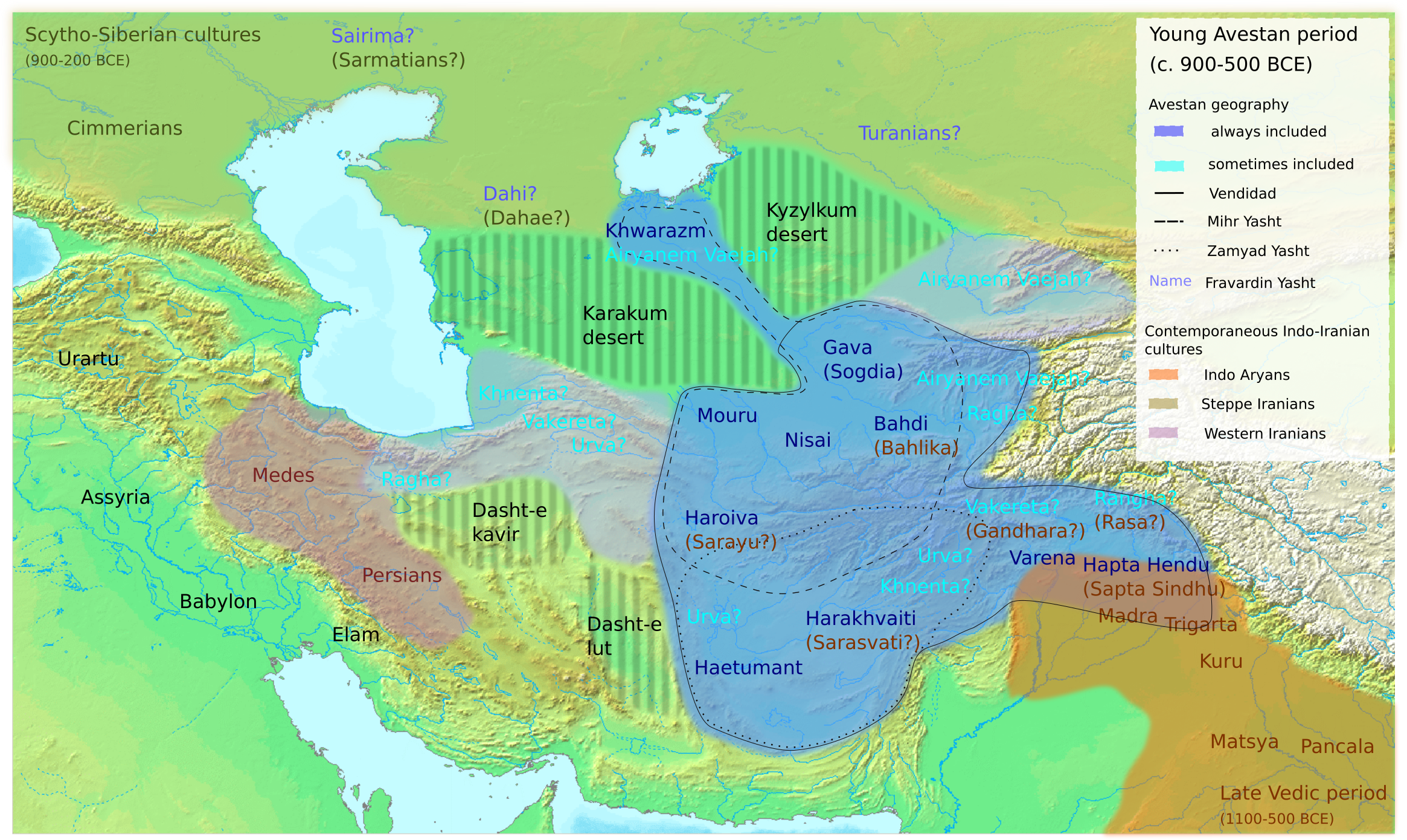
Panoramica dell'orizzonte geografico del periodo avestico. Le fonti per le diverse localizzazioni sono indicate nella descrizione del file.

La prima citazione di Gava si trova nello Yašt Mihr, un inno dedicato alla divinità zoroastriana Mithra. Nel verso 10.14, Mithra viene descritto mentre raggiunge il monte Hara e osserva tutte le terre degli Arii (Airyoshayan),
(Yašt Mihr 10.14; traduzione di Arnaldo Alberti)
La seconda menzione di Gava si trova nel primo capitolo del Vendidad, che contiene un elenco delle sedici buone regioni create da Ahura Mazda per il popolo iranico. Gava è la seconda regione citata, subito dopo l'Airyana Vaējā, considerata la patria di Zarathustra e degli Iranici secondo la tradizione zoroastriana:
(Vendidad 1.4; traduzione di Arnaldo Alberti)
Sebbene sia ampiamente accettato che Gava si riferisca alla regione abitata dai Sogdiani durante il periodo avestico, il suo significato specifico resta incerto. Ad esempio, Vogelsang collega Gava con Gabae, una fortezza sogdiana situata nella Sogdiana occidentale, e ipotizza che, durante l'epoca avestica, il centro della Sogdiana fosse più vicino a Buchara piuttosto che a Samarcanda.

### Periodo achemenide (546-327 a.C.)

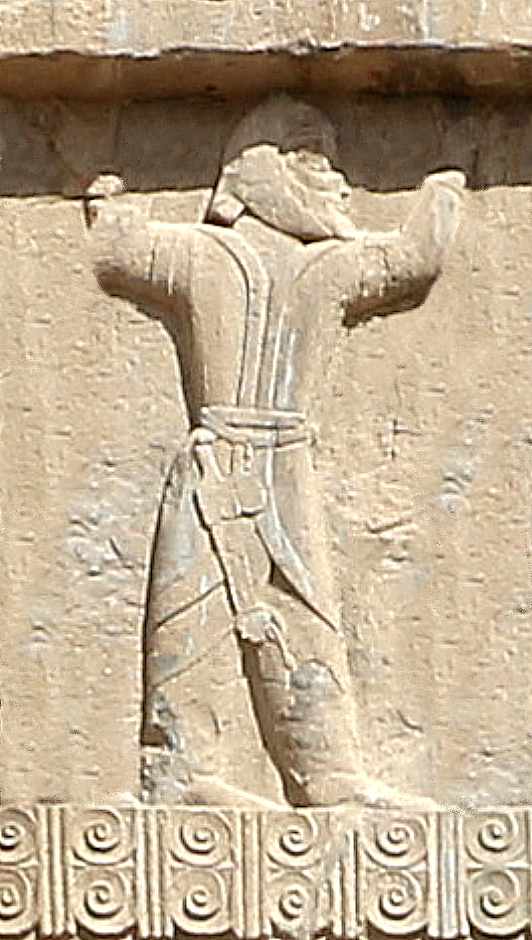
Soldato sogdiano sulla tomba di Artaserse III (338 a.C. ca.).

Il sovrano achemenide Ciro il Grande conquistò la Sogdiana durante le sue campagne in Asia centrale tra il 546 e il 539 a.C., fatto menzionato dallo storico greco Erodoto nelle sue Storie. Dario I introdusse il sistema di scrittura aramaico e la monetazione in Asia centrale, incorporando inoltre i Sogdiani nel suo esercito regolare come soldati e cavalieri. La Sogdiana viene anche citata nell'iscrizione di Behistun fatta realizzare da Dario. Un contingente di soldati sogdiani combatté nell'esercito principale di Serse I durante la sua seconda, e in ultima analisi fallita, invasione della Grecia nel 480 a.C. Un'iscrizione persiana di Susa afferma che il palazzo reale locale era decorato con lapislazzuli e corniola provenienti dalla Sogdiana.
Durante questo periodo di dominio persiano, la metà occidentale dell'Asia Minore faceva parte della civiltà greca. Quando gli Achemenidi conquistarono la regione, incontrarono una persistente resistenza e frequenti rivolte. Una delle soluzioni adottate fu quella di attuare una pulizia etnica delle regioni ribelli, deportando i sopravvissuti verso aree remote dell'impero. Così, la Sogdiana finì per ospitare una significativa popolazione greca.

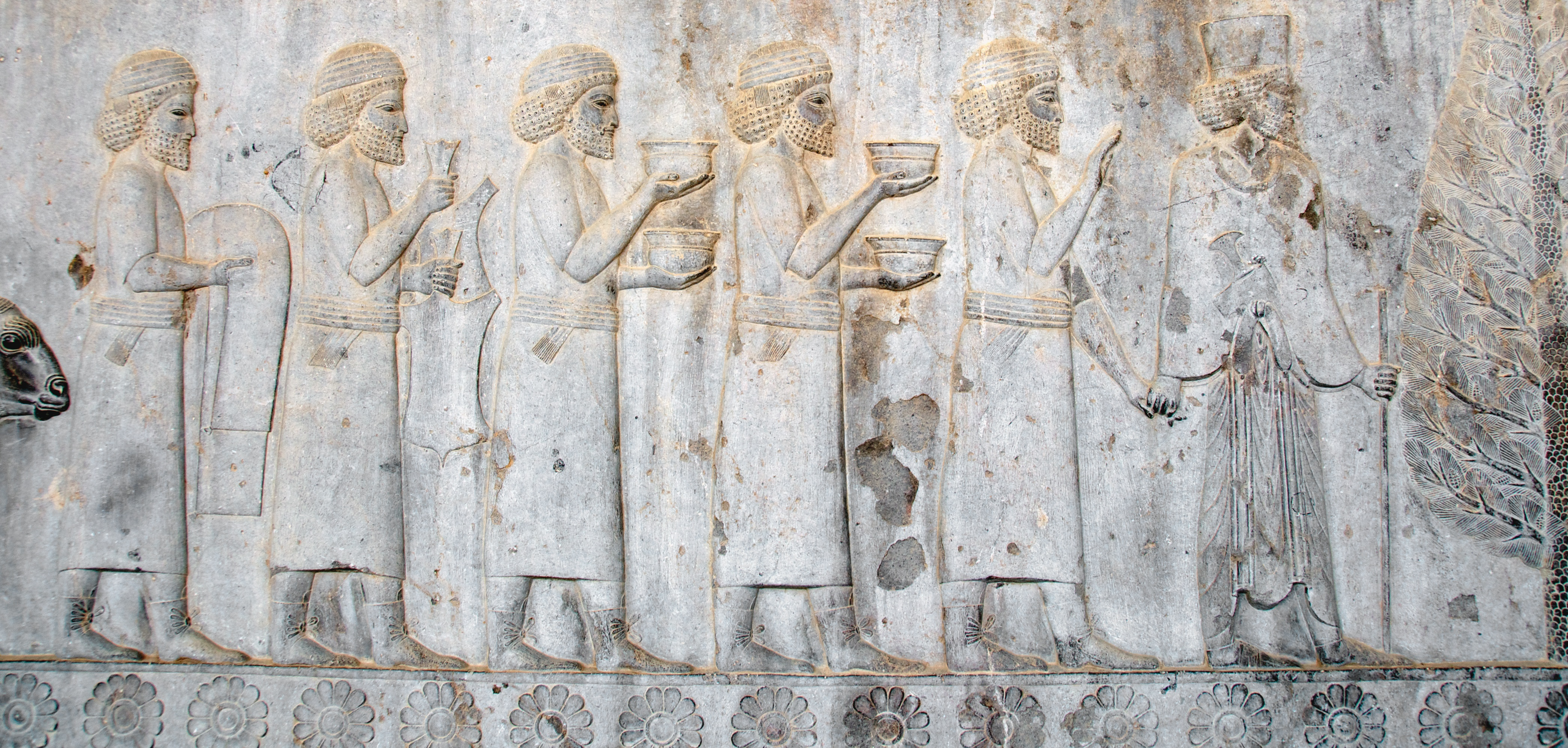
Un bassorilievo achemenide di Persepoli, risalente al V secolo a.C., mostra dei sogdiani nell'atto di offrire doni tributari al re persiano Dario I.

Dato che non sono stati trovati riferimenti nei documenti storici a specifici satrapi (cioè governatori provinciali achemenidi) della Sogdiana, la ricerca moderna ha concluso che la regione fosse amministrata dalla vicina satrapia della Battriana. I satrapi erano spesso parenti dei sovrani persiani, specialmente figli che non erano stati designati come eredi al trono. La Sogdiana rimase probabilmente sotto il controllo persiano fino al 400 a.C. circa, durante il regno di Artaserse II. Alcune regioni ribelli dell'impero persiano approfittarono della debolezza di Artaserse II e alcune, come l'Egitto, riuscirono a recuperare la loro indipendenza. La significativa perdita di territorio centroasiatico da parte della Persia viene generalmente attribuita alla debolezza del sovrano. Tuttavia, diversamente dall'Egitto, rapidamente riconquistato dall'Impero persiano, la Sogdiana rimase indipendente fino alla conquista da parte di Alessandro Magno. Quando quest'ultimo invase l'Impero persiano, Farasmane, sovrano già indipendente della Corasmia, si alleò con i Macedoni e inviò truppe al Alessandro nel 329 a.C. per la sua prevista campagna contro gli Sciti della regione del Mar Nero (campagna che tuttavia non si concretizzò mai).
Durante il periodo achemenide (550-330 a.C.), i sogdiani vissero come popolazione nomade simile ai vicini Yuezhi, i quali parlavano la lingua battriana, una lingua indoiranica strettamente imparentata con il sogdiano, e già praticavano il commercio via terra. Alcuni di loro, inoltre, si erano progressivamente stabiliti praticando l'agricoltura. Analogamente agli Yuezhi, che inviavano doni tributari di giada agli imperatori cinesi, i sogdiani sono ricordati nei registri persiani per aver offerto preziosi regali di lapislazzuli e corniola al re persiano Dario I. Sebbene talvolta indipendenti e al di fuori dei confini di grandi imperi, i sogdiani non formarono mai un grande impero autonomo, a differenza degli Yuezhi, che stabilirono l'Impero kushan (30-375 d.C.) in Asia centrale e meridionale.

### Periodo ellenistico (327-145 a.C.)
Divenuta indipendente e bellicosa, la Sogdiana rappresentò una regione di confine che isolava i Persiani Achemenidi dagli Sciti nomadi a nord e a est. Inizialmente fu guidata da Besso, il satrapo achemenide della Battriana. Dopo aver assassinato Dario III durante la fuga dall'esercito greco macedone, egli divenne pretendente al trono achemenide. La Rocca sogdiana, detta anche Rocca di Arimaze, una fortezza situata in Sogdiana, fu conquistata nel 327 a.C. dalle forze di Alessandro Magno, il basileus della Grecia macedone, conquistatore dell'Impero achemenide persiano. Oxiarte, un nobile sogdiano della Battriana, aveva sperato di mettere al sicuro sua figlia Roxane nella fortezza della Rocca sogdiana, tuttavia dopo la sua caduta Roxane divenne ben presto moglie di Alessandro, una delle sue diverse spose. Roxane, una sogdiana il cui nome Roshanak significa «piccola stella», fu madre di Alessandro IV di Macedonia, che ereditò il trono alla morte di suo padre nel 323 a.C. (anche se l'impero fu presto suddiviso dalle guerre dei diadochi).
Dopo una lunga campagna per reprimere la resistenza sogdiana e aver fondato avamposti militari presidiati da veterani macedoni, Alessandro unificò la Sogdiana con la Battriana, formando un'unica satrapia. Il nobile e condottiero sogdiano Spitamene (370-328 a.C.), alleato con tribù scite, guidò una rivolta contro le forze di Alessandro. Questa rivolta venne repressa da Alessandro e dai suoi generali Aminta, Cratero e Ceno, con l'aiuto di truppe locali battriane e sogdiane. Sconfitti i ribelli sciti e sogdiani, Spitamene sarebbe stato tradito dalla moglie stessa e decapitato. In seguito al suo matrimonio con Roxane, Alessandro incoraggiò i suoi soldati a sposare donne sogdiane per scoraggiare ulteriori ribellioni. Tra queste c'era Apama, figlia del ribelle Spitamene, che sposò Seleuco I Nicatore e gli diede un figlio, erede al trono seleucide. Secondo lo storico romano Appiano, Seleuco I diede il nome di Apama a tre nuove città ellenistiche in Asia (vedi Apamea).
La potenza militare dei sogdiani non si riprese mai del tutto. In seguito, la Sogdiana fece parte per circa un secolo del Regno ellenistico greco-battriano, uno stato separatista dell'Impero seleucide fondato nel 248 a.C. da Diodoto I. Eutidemo I, già satrapo della Sogdiana, sembra aver detenuto il territorio sogdiano come rivale pretendente al trono greco-battriano; le sue monete vennero successivamente imitate localmente, portando iscrizioni in aramaico. Il re greco-battriano Eucratide I potrebbe aver temporaneamente riconquistato la sovranità sulla Battriana.

### Periodo saka e kushan (146 a.C.-260 d.C.)

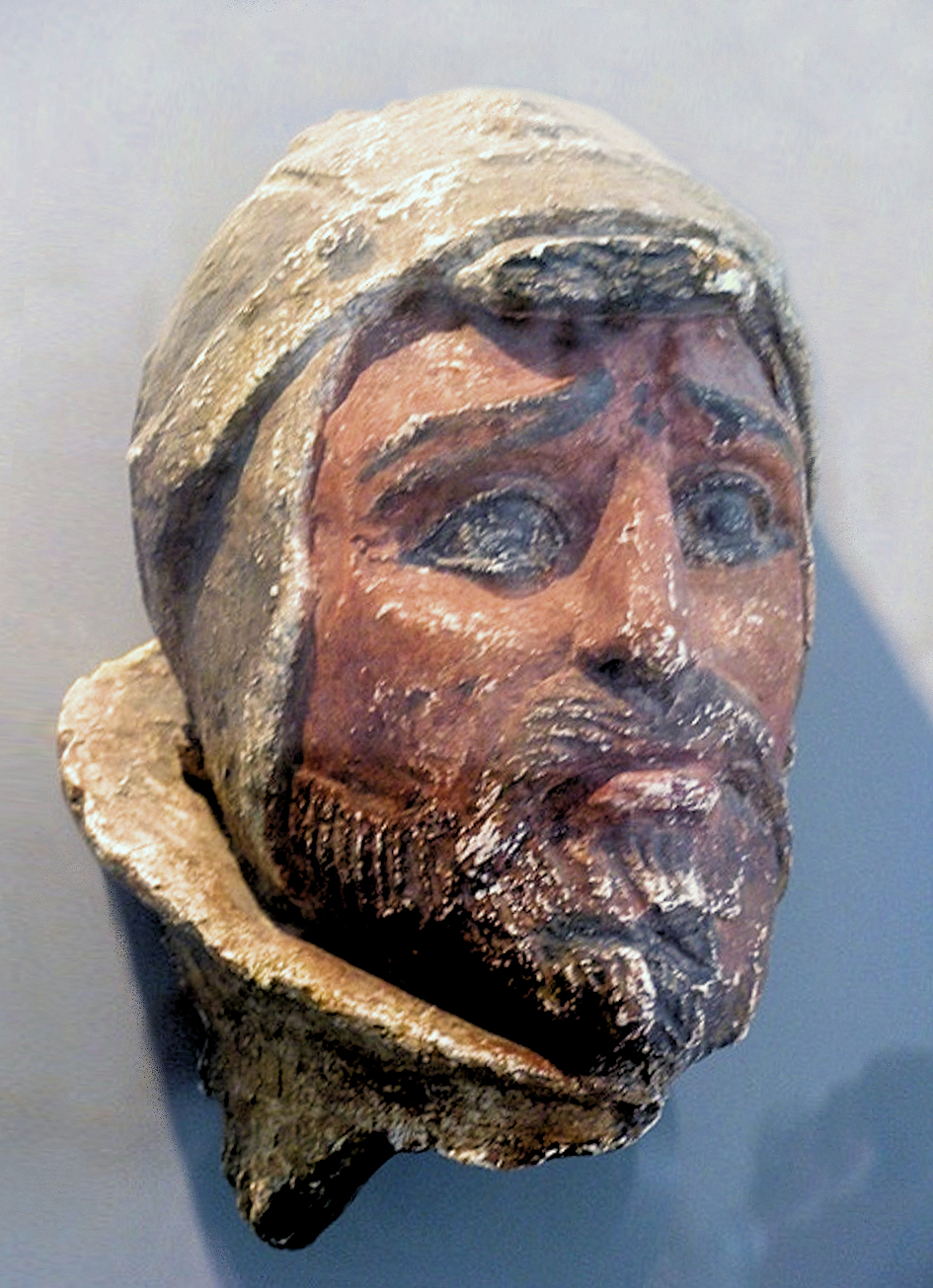
Testa di un guerriero saka, raffigurato come nemico sconfitto degli Yuezhi, da Khalchayan, nella Battriana settentrionale, I secolo a.C.

Infine, la Sogdiana fu occupata da popolazioni nomadi quando i Saka invasero e sconfissero il Regno greco-battriano intorno al 145 a.C., seguiti poco dopo dagli Yuezhi, predecessori nomadi dei Kushan. Da quel momento fino a circa il 40 a.C. gli Yuezhi coniarono timidamente monete che imitavano ancora le immagini dei sovrani greco-battriani Eucratide I ed Eliocle I.
Gli Yuezhi vennero visitati in Transoxiana da una missione cinese guidata da Zhang Qian nel 126 a.C., con lo scopo di stabilire un'alleanza offensiva con gli Yuezhi contro gli Xiongnu. Zhang Qian, che trascorse un anno in Transoxiana e Battriana, scrisse un dettagliato resoconto nello Shiji, che fornisce molte informazioni sulla situazione in Asia centrale dell'epoca. La richiesta di alleanza fu tuttavia respinta dal figlio del re yuezhi ucciso, il quale preferì mantenere la pace in Transoxiana piuttosto che cercare vendetta.
Zhang Qian riportò anche:
(Shiji, 123)

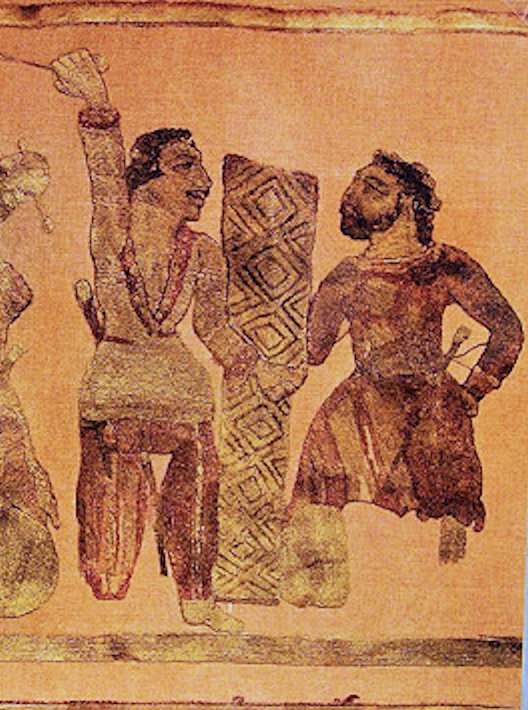
Un guerriero yuezhi (a sinistra) combatte contro un sogdiano protetto da uno scudo (a destra), tappeto di Noin-Ula, I secolo a.C./d.C.

Dal I secolo d.C., gli Yuezhi si trasformarono nel potente Impero kushan, esteso dalla Sogdiana fino all'India orientale. L'Impero kushan divenne il centro del redditizio commercio centroasiatico, iniziando a coniare monete originali recanti i volti dei propri sovrani. Si narra che abbiano collaborato militarmente con i Cinesi contro incursioni nomadi, specialmente quando si allearono con il generale della dinastia Han, Ban Chao, contro i Sogdiani nell'anno 84, in occasione del tentativo di questi ultimi di appoggiare una rivolta del re di Kashgar.

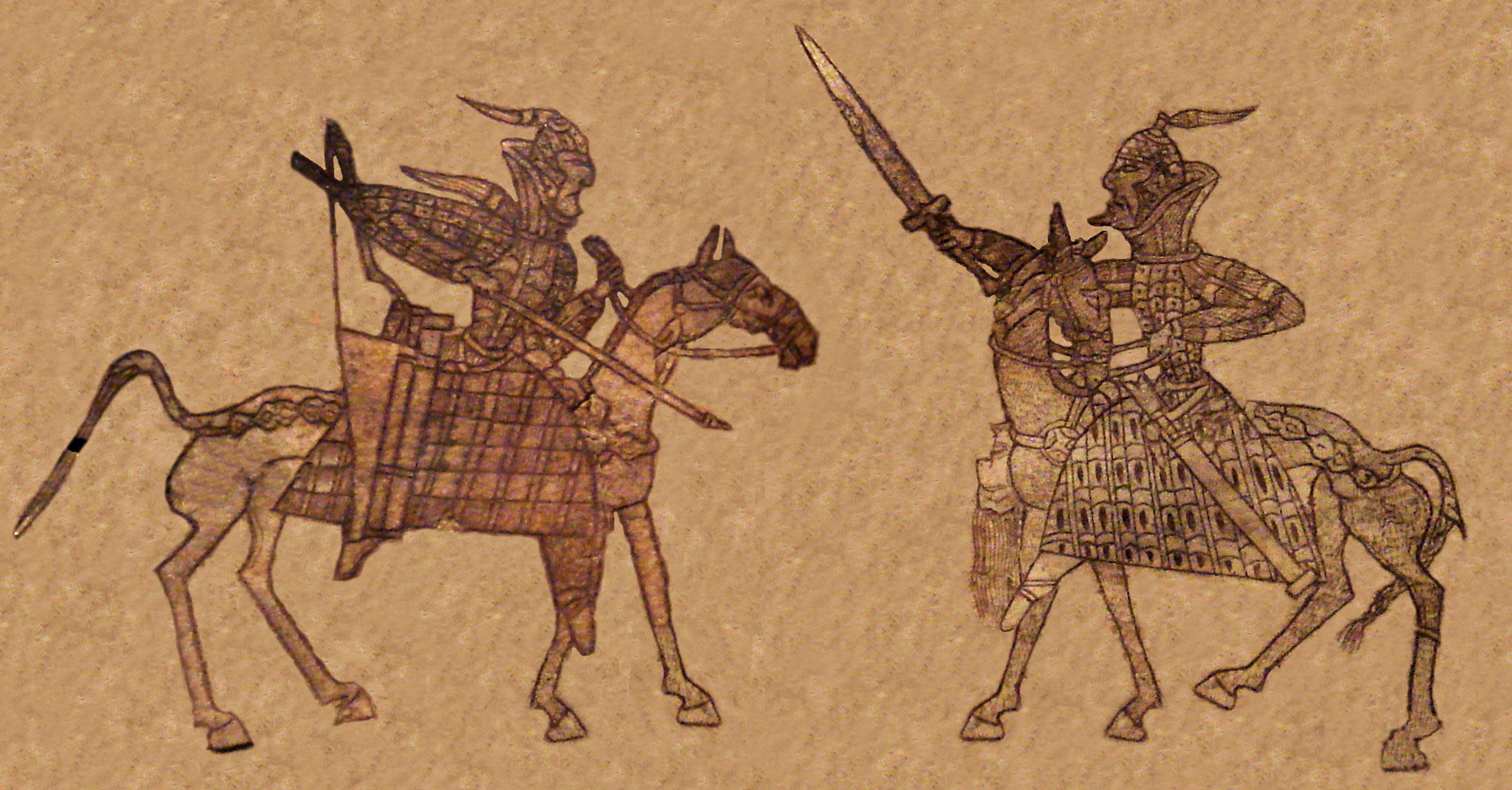
Scene di battaglia tra guerrieri saka del Kangju, placche di Orlat, I secolo d.C.
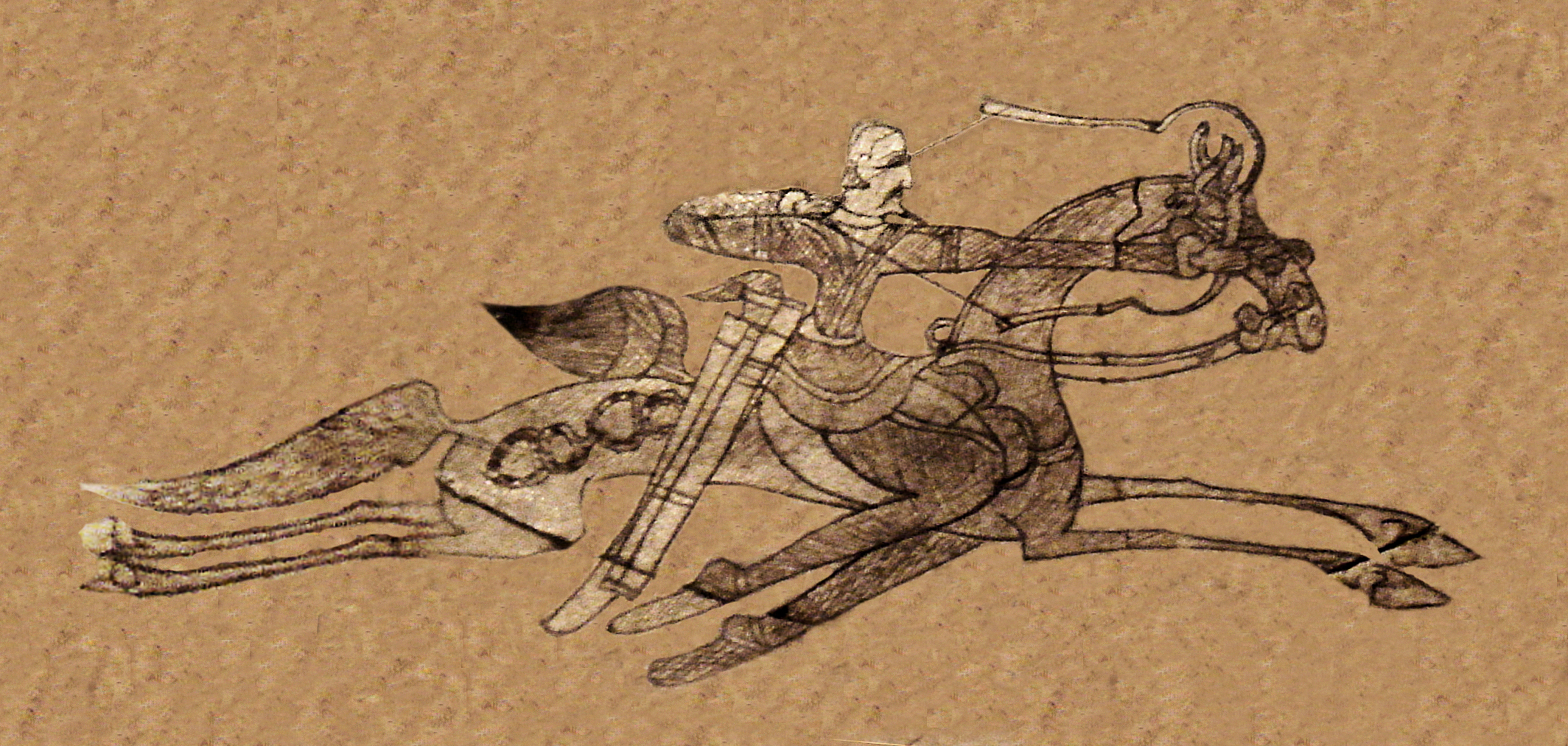
Cacciatore raffigurato su placca di Orlat.
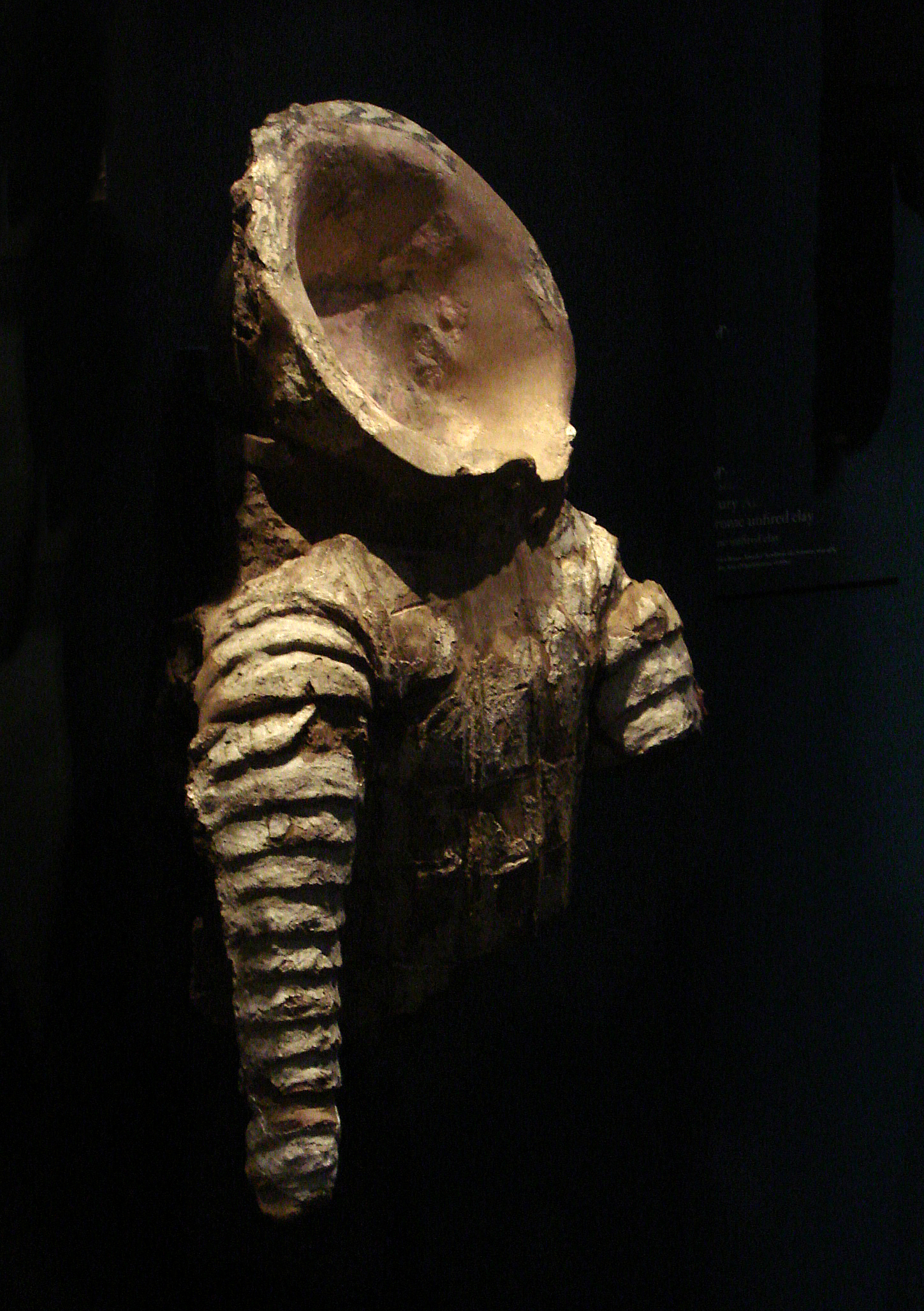
Modello di armatura catafratta saka con protezione per il collo, proveniente da Khalchayan, I secolo a.C., Museo delle arti dell'Uzbekistan, n° 40.

### Epoca sasanide (260-479 d.C.)
La conoscenza storica riguardo alla Sogdiana risulta piuttosto lacunosa durante il periodo dell'Impero partico (247 a.C. - 224 d.C.) in Persia. Il successivo Impero sasanide persiano conquistò e incorporò la Sogdiana come satrapia nel 260; un'iscrizione risalente al regno di Sapore I menziona esplicitamente la «Sogdiana fino alle montagne di Tashkent» come parte dei suoi territori, specificando che tale regione costituiva il confine nord-orientale dell'Impero sasanide con quello dei Kushan. Tuttavia, già dal V secolo l'area fu conquistata dal rivale Impero degli Eftaliti.

### Epoca eftalita (479-557 d.C.)

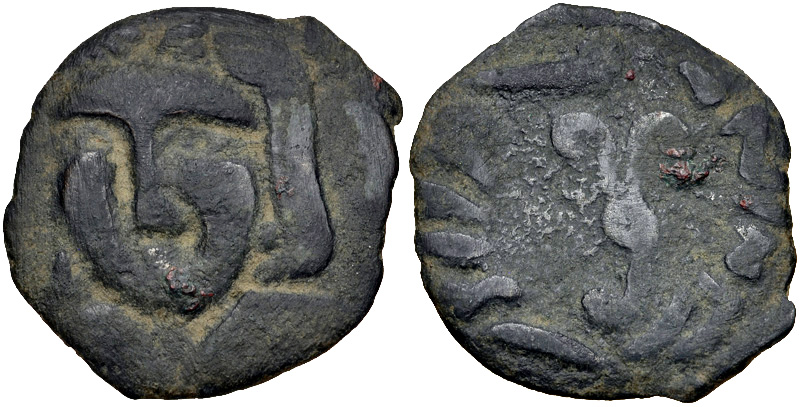
Monetazione locale di Samarcanda, Sogdiana, con il tamgha degli Eftaliti sul rovescio.

Gli Eftaliti conquistarono il territorio della Sogdiana e lo incorporarono nel loro impero intorno al 479, anno in cui si registra l'ultima ambasceria indipendente conosciuta dei Sogdiani in Cina.
Gli Eftaliti potrebbero aver costruito grandi città fortificate di tipo ippodameo (con mura rettangolari e una rete ortogonale di strade) in Sogdiana, come Buchara e Pendžikent, come avevano già fatto a Herat, proseguendo l'opera urbanistica iniziata dai Kidariti. Gli Eftaliti probabilmente governavano attraverso una confederazione di governatori o sovrani locali legati da accordi di alleanza. Uno di questi vassalli potrebbe essere stato Asbar, sovrano di Vardanzi, che coniava anche una propria moneta durante quel periodo.

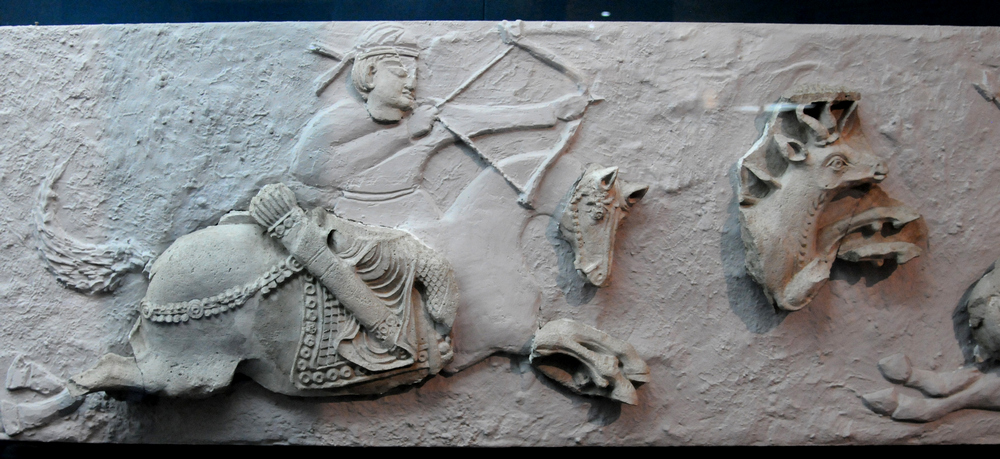
Rilievo di un cacciatore, Varachša, Sogdiana, V-VII secolo d.C.

La ricchezza proveniente dai riscatti e tributi dei Sasanidi agli Eftaliti potrebbe essere stata reinvestita in Sogdiana, il che spiegherebbe la prosperità della regione a partire da quell'epoca. La Sogdiana, situata al centro di una nuova Via della seta tra la Cina, l'Impero sasanide e l'Impero bizantino, divenne estremamente prospera sotto l'élite nomade eftalita. Gli Eftaliti assunsero il ruolo di principali intermediari lungo la Via della seta, succedendo in questo ai Kushan, e affidarono ai mercanti sogdiani locali il commercio della seta e di altri beni di lusso tra l'Impero cinese e quello sasanide.
A causa dell'occupazione eftalita della Sogdiana, la monetazione locale originale fu sommersa da un grande afflusso di monete sasanidi, ricevute come tributo dagli Eftaliti. Questa monetazione si diffuse poi lungo la Via della seta. Il simbolo degli Eftaliti compare nella monetazione residua di Samarcanda, probabilmente come risultato del controllo eftalita sulla Sogdiana, e diventa prominente nella monetazione sogdiana dal 500 al 700, inclusa quella dei loro successori indigeni, gli Ikhshid (642-755), fino alla conquista musulmana della Transoxiana.

### Epoca turca (557-742 d.C.)

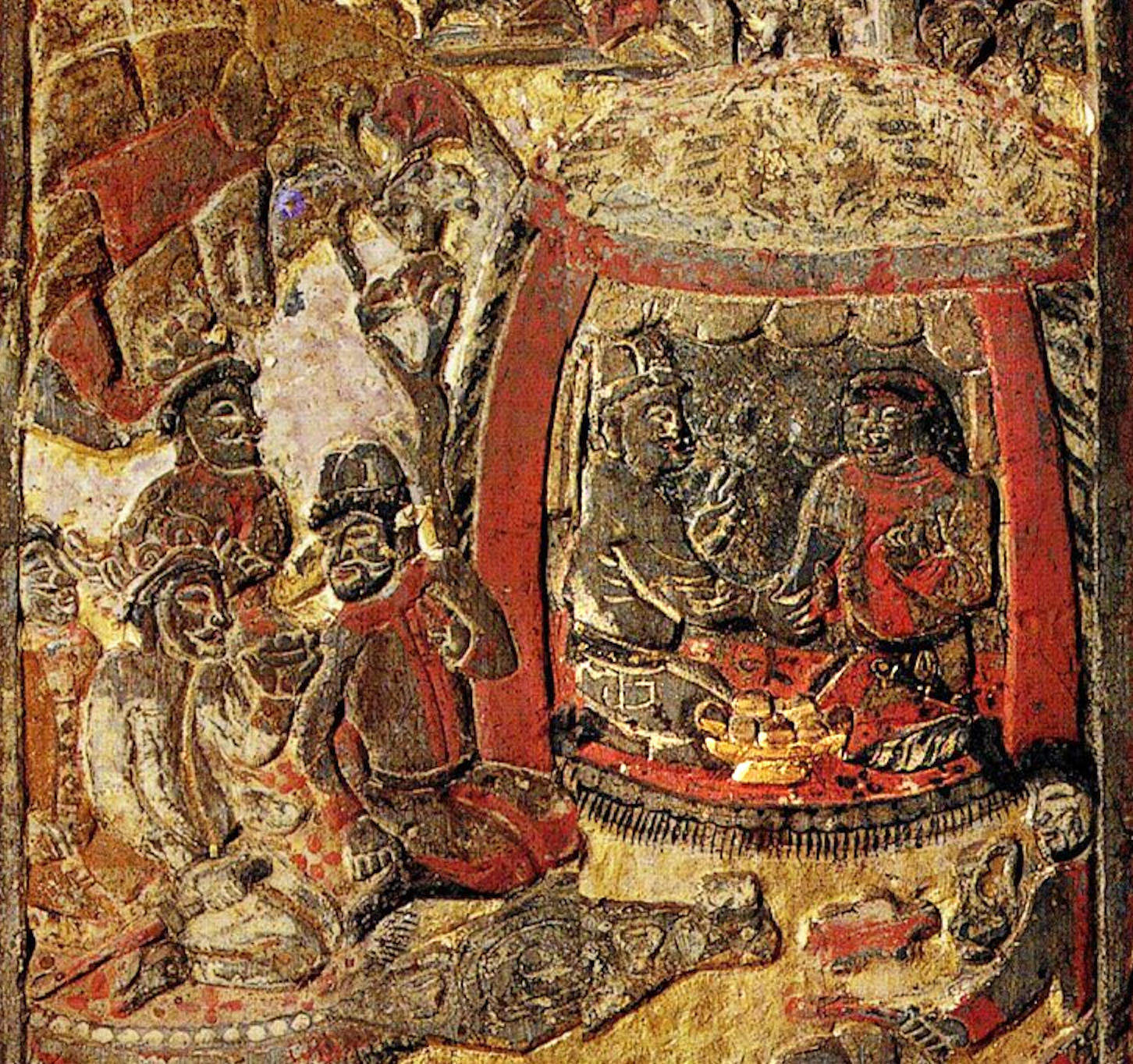
Il mercante sogdiano An Jia con un capo turco nella sua yurta, 579 d.C.

I Turchi del Primo Khaganato turco e i Sasanidi sotto Cosroe I si allearono contro gli Eftaliti e li sconfissero dopo una battaglia durata otto giorni nei pressi di Karši, la battaglia di Bukhara, forse nel 557. I Turchi mantennero il controllo dell'area a nord dell'Oxo, compresa tutta la Sogdiana, mentre i Sasanidi ottennero i territori a sud del fiume. I Turchi si frammentarono nel 581, e il Khaganato turco occidentale assunse il controllo della Sogdiana.
I resti archeologici suggeriscono che i Turchi divennero probabilmente i principali partner commerciali dei Sogdiani, come sembra indicare la tomba del mercante sogdiano An Jia. I Turchi appaiono anche numerosi nei celebri affreschi di Afrasiab a Samarcanda, dove sembrano essere raffigurati mentre assistono alla ricezione del sovrano sogdiano locale Varkhuman nel VII secolo. Questi dipinti indicano che la Sogdiana era, all'epoca, un ambiente estremamente cosmopolita, come dimostra la presenza di delegazioni di varie nazioni, inclusi inviati cinesi e coreani. A partire dal 650 circa, la Cina avviò la conquista dei Turchi occidentali, e i sovrani sogdiani come Varkhuman, insieme ai Turchi occidentali, divennero nominalmente vassalli della Cina, come parte del protettorato di Anxi della dinastia Tang, fino alla conquista musulmana della Transoxiana.

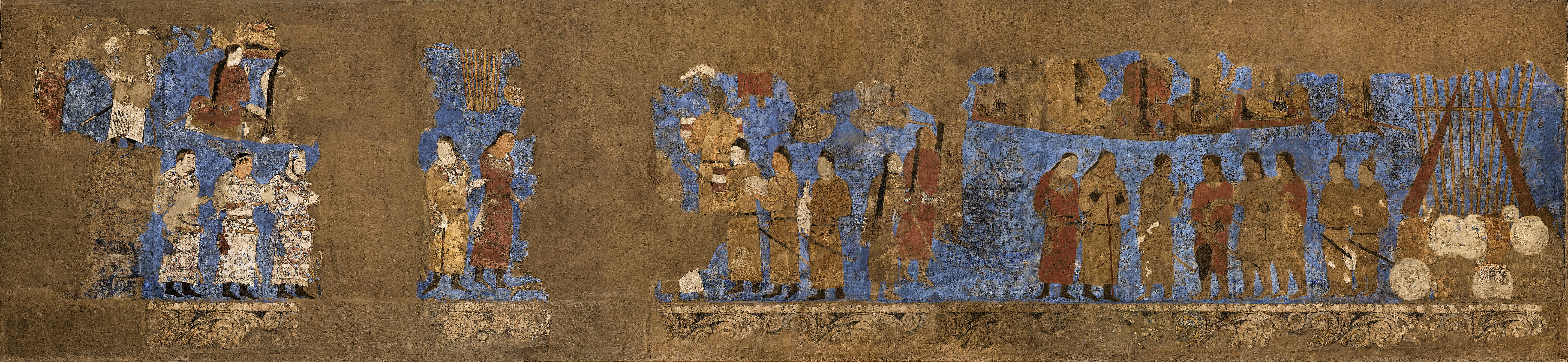
Ambasciatori di varie nazioni (Cina, Corea, principati iranici ed eftaliti...) rendono omaggio al re Varkhuman e forse al khagan dei Turchi occidentali Shekui, sotto l'imponente presenza di ufficiali e cortigiani turchi. Affreschi di Afrasiab, Samarcanda, 648-651 d.C.

### Epoca araba (VIII secolo)

#### Periodo omayyade (fino al 750)
Qutayba ibn Muslim (669-716), governatore del Grande Khorasan sotto il califfato omayyade (661-750), iniziò la conquista musulmana della Sogdiana all'inizio dell'VIII secolo, ricevendo aiuto dal sovrano locale di Balkh, che si schierò dalla parte degli Omayyadi. Tuttavia, quando il suo successore al-Jarrah ibn Abdallah governò il Khorasan (717-719), molti Sogdiani autoctoni convertiti all'Islam iniziarono a ribellarsi, in quanto non più esentati dal pagamento della tassa sui non-musulmani, la jizya, a causa di una nuova legge che imponeva ai convertiti la prova della circoncisione e della capacità di leggere il Corano. Con l'aiuto dei Turchi Turgesh, i Sogdiani riuscirono a espellere la guarnigione araba omayyade da Samarcanda, respingendo i tentativi omayyadi di riconquista fino all'arrivo di Sa'id ibn Amr al-Harashi (fl. 720-735). Gurak, il sovrano sogdiano (ikhshid) di Samarcanda, che aveva precedentemente rovesciato nel 710 il sovrano filoomayyade Tarkhun, decise che la resistenza contro la vasta armata araba di al-Harashi era inutile, e convinse i suoi seguaci a sottomettersi agli Omayyadi. Divashtich (r. 706-722), sovrano sogdiano di Pendžikent, guidò le sue forze verso la catena montuosa dello Zeravšan (vicino all'odierna Zeravšan, in Tagikistan), mentre i Sogdiani guidati da Karzanj, sovrano di Pai (odierna Kattakurgan, Uzbekistan), fuggirono verso il principato di Fergana, dove il loro sovrano at-Tar (o Alutar) promise loro sicurezza e rifugio dagli Omayyadi. Tuttavia, at-Tar informò segretamente al-Harashi dei Sogdiani nascosti a Chudžand, che furono quindi massacrati dalle forze di al-Harashi dopo il loro arrivo.
Dal 722, in seguito all'invasione musulmana, nuovi gruppi di Sogdiani, molti dei quali cristiani nestoriani, emigrarono verso est, dove i Turchi erano stati più tolleranti verso la loro religione già dai tempi delle persecuzioni religiose sasanidi. Crearono in particolare colonie nell'area del Semireč'e, dove continuarono a prosperare fino al X secolo con l'ascesa dei Karluk e del Khanato dei Kara-Khanidi. Questi Sogdiani sono noti per la produzione di splendidi piatti d'argento con iconografia cristiana orientale, come il celebre piatto di Anikova.

#### Califfato abbaside (750-819)

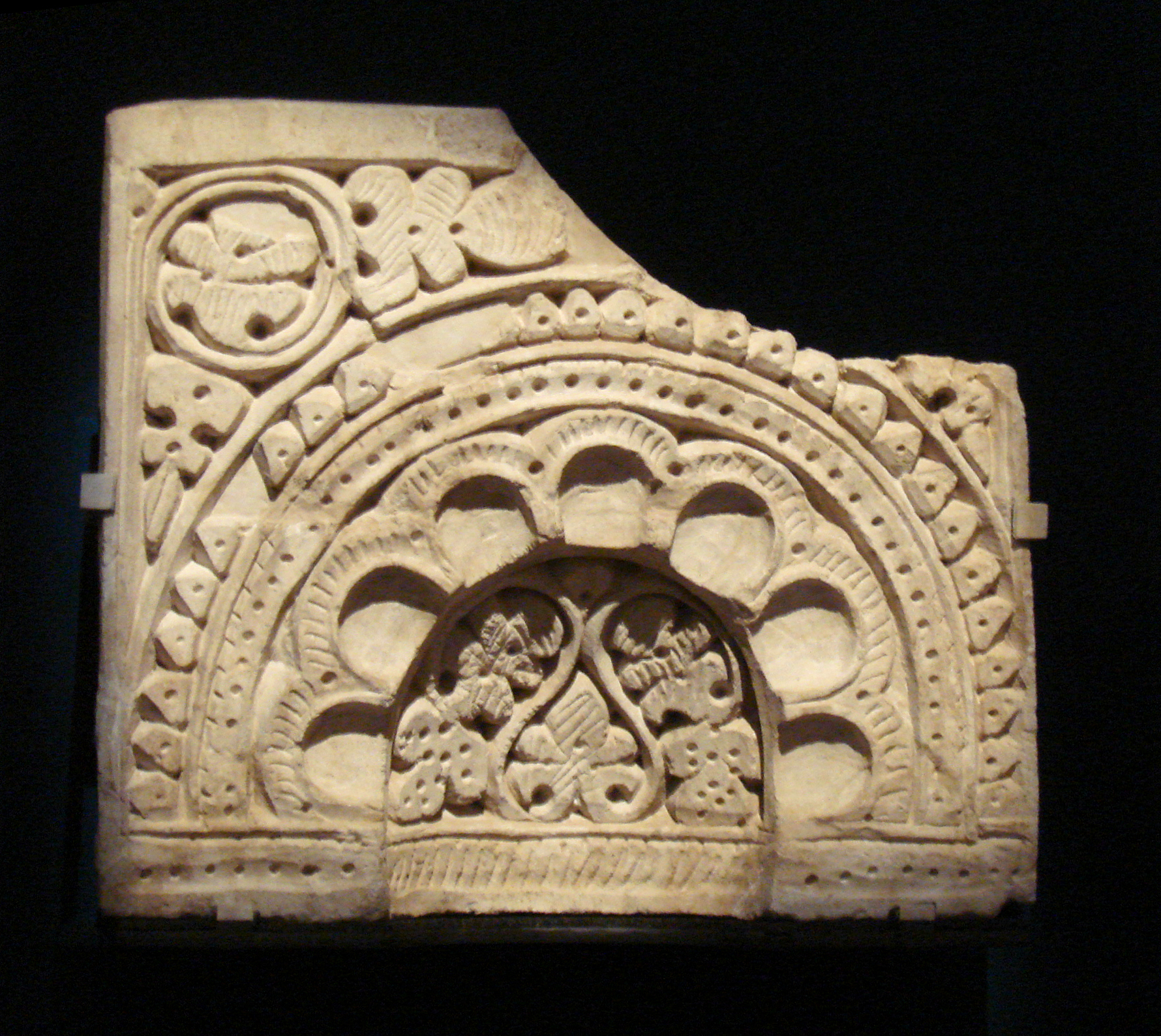
Nicchia decorata della maschea abbaside di Afrasiab, Samarcanda, 750-825 d.C.

Gli Omayyadi caddero nel 750 sotto il califfato abbaside, che rapidamente affermò la propria presenza in Asia centrale dopo la vittoria nella battaglia del Talas (presso il fiume Talas, odierno Kirghizistan) nel 751 contro la dinastia cinese Tang. Questo conflitto, incidentalmente, introdusse la tecnica cinese della fabbricazione della carta nel mondo islamico. Le conseguenze culturali e le ramificazioni politiche di questa battaglia determinarono il ritiro dell'Impero cinese dall'Asia centrale. Inoltre, consentirono l'ascesa dell'Impero samanide (819-999), uno stato persiano centrato a Buchara (nell'attuale Uzbekistan), che formalmente riconosceva gli Abbasidi come sovrani supremi, pur mantenendo una notevole autonomia e portando avanti la tradizione commerciale dei Sogdiani. Tuttavia, la lingua sogdiana cominciò gradualmente a declinare a favore del persiano dei Samanidi (antenato del moderno tagico), lingua parlata da poeti e intellettuali celebri come Firdusi (940-1020). Anche le religioni originarie dei Sogdiani declinarono progressivamente: zoroastrismo, buddhismo, manicheismo e cristianesimo nestoriano scomparvero dalla regione entro la fine del periodo samanide. I Samanidi furono anche responsabili della conversione delle popolazioni turche circostanti all'Islam.

#### Periodo samanide (819-999)
I Samanidi occuparono la regione sogdiana dall'819 circa fino al 999, stabilendo inizialmente la loro capitale a Samarcanda (819-892), e successivamente a Buchara (892-999).

### La conquista turca: il Khanato kara-khanide (999-1212)

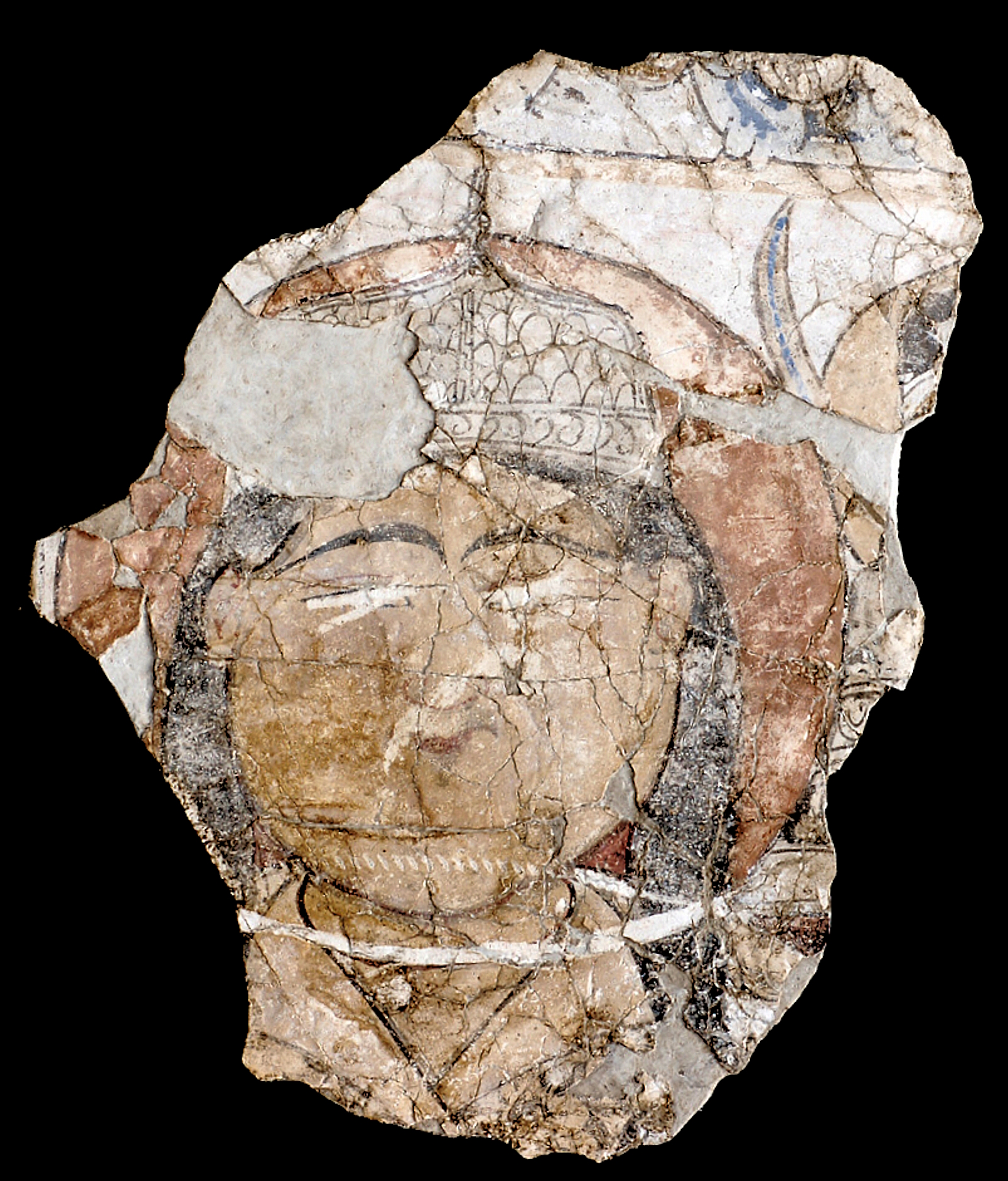
Dettaglio di un sovrano kara-khanide di Samarcanda (seduto a gambe incrociate su un trono nel rilievo completo ricostruito), Afrasiab, Samarcanda, 1200 d.C. circa Il rilievo fu probabilmente danneggiato nel 1212, quando lo scià Muḥammad b. Tekish dell'impero corasmio conquistò Samarcanda.

Nel 999 l'Impero samanide fu conquistato da una potenza islamica turca, il Khanato kara-khanide (840-1212).
A partire dal 1212, i Kara-Khanidi di Samarcanda furono conquistati dai Corasmi. Poco dopo, tuttavia, la Corasmia fu invasa dal primo Impero mongolo, e il suo sovrano Gengis Khan distrusse le città un tempo fiorenti di Buchara e Samarcanda. Tuttavia, nel 1370, Samarcanda vide una rinascita come capitale dell'Impero timuride. Il sovrano turco-mongolo Tamerlano impose l'immigrazione forzata a Samarcanda di artigiani e intellettuali provenienti da tutta l'Asia, trasformandola non solo in un nodo commerciale, ma anche in una delle città più importanti del mondo islamico.

## Economia e diplomazia

### L'Asia centrale e la Via della Seta
La maggior parte dei mercanti non percorreva personalmente l'intera Via della seta, ma commerciava i beni attraverso intermediari stabiliti in città-oasi, come Khotan o Dunhuang. I Sogdiani, tuttavia, riuscirono a creare una rete commerciale che si estendeva per circa 2.400 chilometri dalla Sogdiana fino alla Cina. Anzi, i Sogdiani si dedicarono con tale intensità al commercio che i Saka del regno di Khotan chiamavano suli («sogdiano») ogni mercante, indipendentemente dalla cultura o dall'etnia. I Sogdiani avevano imparato l'arte del commercio dai Kushan, insieme ai quali inizialmente controllarono gli scambi nella valle di Fergana e nel Kangju agli albori della Via della Seta. Dopo il crollo dell'Impero kushan, divennero essi stessi i principali intermediari commerciali della regione.
A differenza degli imperi antichi, la regione sogdiana non fu mai un territorio racchiuso entro confini fissi, bensì una rete di città-stato che collegavano un'oasi all'altra, connettendo la Sogdiana a Bisanzio, India, Indocina e Cina. I contatti tra la Sogdiana e la Cina furono avviati dall'ambasceria dell'esploratore cinese Zhang Qian durante il regno dell'imperatore Wu (r. 141-87 a.C.) della precedente dinastia Han. Zhang scrisse un resoconto dettagliato della sua visita alle Regioni Occidentali dell'Asia centrale e denominò la Sogdiana come «Kangju».
In seguito all'ambasceria di Zhang Qian, le relazioni commerciali cinesi con l'Asia centrale e la Sogdiana fiorirono rapidamente, con molte missioni inviate dalla Cina durante tutto il I secolo a.C. Nello Shiji, pubblicato nel 94 a.C., lo storico cinese Sima Qian annotò che «la più grande di queste ambascerie verso stati stranieri comprendeva diverse centinaia di persone, mentre persino le più piccole superavano i cento membri [...] In un solo anno, venivano inviate dalle cinque o sei fino a più di dieci delegazioni». Nel commercio della seta, i Sogdiani fungevano da intermediari fondamentali tra l'Impero Han cinese e l'Impero partico del Medio Oriente e dell'Asia occidentale. Essi continuarono ad avere un ruolo chiave nel commercio tra Cina e Asia centrale lungo la Via della Seta fino al X secolo, e la loro lingua servì da lingua franca commerciale fin dal IV secolo.
Dopo essere stati dominati da Alessandro Magno, i Sogdiani della città di Marakanda (Samarcanda) acquisirono un ruolo preminente come mercanti itineranti, occupando una posizione strategica lungo l'antica Via della Seta. Furono attivamente coinvolti nella diffusione di fedi come il manicheismo, lo zoroastrismo e il buddhismo lungo la Via della Seta. Il testo cinese Sui Shu (Libro dei Sui) descrive i Sogdiani come «mercanti abili» che attiravano nella loro terra numerosi commercianti stranieri. I Cinesi li consideravano mercanti nati, istruiti fin dall'infanzia all'attività commerciale. Documenti scoperti da Sir Aurel Stein ed altri indicano che già nel IV secolo essi monopolizzavano probabilmente il commercio tra India e Cina. Una lettera scritta da mercanti sogdiani, datata al 313, ritrovata in una torre di guardia in rovina nel Gansu, era destinata ai mercanti di Samarcanda e li avvisava che, dopo che Liu Cong del regno Han-Zhao aveva saccheggiato Luoyang causando la fuga dell'imperatore jin dalla capitale, non c'era più alcuna opportunità commerciale nella zona per i mercanti indiani e sogdiani. Nel 568, inoltre, una delegazione turco-sogdiana visitò l'imperatore romano a Costantinopoli per ottenere il permesso di commerciare, favorendo negli anni successivi la fioritura delle attività commerciali tra queste regioni. Sintetizzando, i Sogdiani dominarono il commercio lungo la Via della Seta dal II secolo a.C. fino al X secolo.
Suyab e Talas, nell'attuale Kirghizistan, furono i principali centri sogdiani nel nord che dominarono le rotte carovaniere tra il VI e l'VIII secolo. I loro interessi commerciali erono protetti dalla rinnovata potenza militare dei Göktürk, il cui impero era basato sul potere politico del clan Ashina e sull'influenza economica dei Sogdiani. Il commercio sogdiano, con alcune interruzioni, proseguì fino al IX secolo. Ad esempio, cammelli, donne, ragazze, argento e oro furono sequestrati in Sogdiana durante una razzia di Qapaghan Qaghan (692-716), sovrano del Secondo Khaganato turco. Nel X secolo, la Sogdiana fu incorporata nell'Impero uiguro, che fino all'840 comprendeva la parte settentrionale dell'Asia centrale. Questo khaganato riceveva enormi forniture di seta dalla Cina della dinastia Tang in cambio di cavalli, affidandosi ai Sogdiani per rivendere buona parte di questa seta più a occidente. Secondo Peter B. Golden, gli Uiguri non solo adottarono il sistema di scrittura e le religioni dei Sogdiani, come il manicheismo, il buddhismo e il cristianesimo, ma li considerarono anche come «mentori», sostituendoli gradualmente nel ruolo di mercanti e diffusori di cultura lungo la Via della Seta. I geografi musulmani del X secolo fecero riferimento a documenti sogdiani risalenti al periodo 750-840. Dopo la fine dell'impero uiguro, il commercio sogdiano entrò in crisi. In seguito alla conquista musulmana della Transoxiana nell'VIII secolo, i Samanidi ripresero i traffici commerciali lungo la via nord-occidentale verso i Cazari e gli Urali, e lungo quella nord-orientale verso le vicine tribù turche.
Durante il V e il VI secolo, molti Sogdiani si stabilirono nel Corridoio di Hexi, in Cina, mantenendo l'autonomia amministrativa e avendo un funzionario ufficiale chiamato sabao, il che indica la loro importanza nella struttura socioeconomica cinese. L'influenza sogdiana sul commercio cinese è evidente anche in un documento cinese che elenca le tasse pagate sulle carovane commerciali nella regione di Turfan, mostrando che ventinove delle trentacinque transazioni commerciali coinvolgevano mercanti sogdiani, e in tredici casi sia l'acquirente sia il venditore erano sogdiani. Le merci portate in Cina includevano uva, erba medica e argenteria sasanide, oltre a contenitori di vetro, corallo mediterraneo, immagini buddhiste in ottone, stoffe di lana romana e ambra baltica. Questi beni erano scambiati con carta, rame e seta cinese. Nel VII secolo, il pellegrino buddhista cinese Xuanzang annotò con approvazione che i bambini sogdiani venivano istruiti a leggere e scrivere fin dall'età di cinque anni, sebbene le loro capacità venissero poi indirizzate al commercio, fatto che deluse lo studioso Xuanzang. Egli registrò inoltre che i Sogdiani svolgevano altri mestieri quali agricoltori, tessitori di tappeti, vetrai e intagliatori di legno.

### Commercio e diplomazia con l'impero bizantino

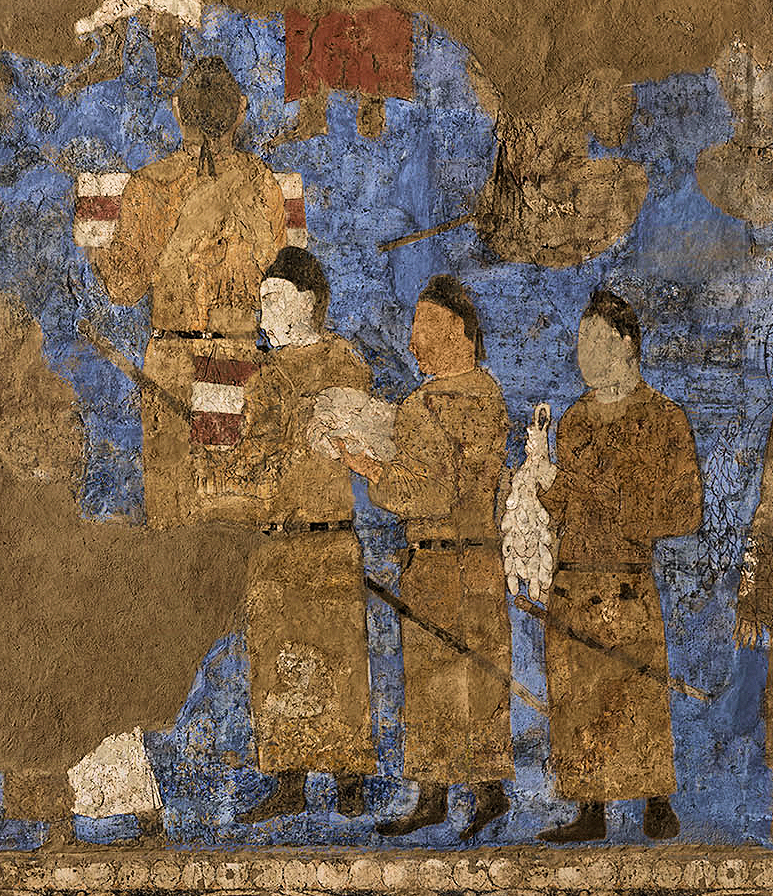
Seta cinese in Sogdiana: emissari della dinastia Tang alla corte di Varkhuman, ikhshid della Sogdiana, a Samarcanda, portano seta filata e bozzoli di bachi da seta, 655 d.C. ca., affreschi di Afrasiab, Samarcanda.

Poco dopo il contrabbando di uova di baco da seta nell'Impero bizantino dalla Cina da parte di monaci cristiani nestoriani, lo storico bizantino del VI secolo Menandro Protettore riferisce come i Sogdiani avessero tentato di stabilire un commercio diretto della seta cinese con l'Impero bizantino. Dopo aver stretto alleanza con il sovrano sasanide Cosroe I per sconfiggere l'Impero eftalita, Istämi, il sovrano göktürk del Primo Khaganato turco, fu avvicinato da mercanti sogdiani che richiedevano il permesso di ottenere un'udienza con il re dei re sasanide, per il privilegio di attraversare i territori persiani e commerciare con i Bizantini. Istämi rifiutò la prima richiesta, ma quando approvò una seconda ambasceria sogdiana diretta al sovrano sasanide, quest'ultimo fece avvelenare i membri della delegazione. Maniakh, un diplomatico sogdiano, convinse allora Istämi a inviare un'ambasceria direttamente a Costantinopoli, capitale bizantina, che arrivò nel 568 offrendo non solo seta in dono al sovrano bizantino Giustino II, ma anche proponendo un'alleanza contro la Persia sasanide. Giustino II accettò e inviò a sua volta un'ambasceria al Khaganato turco, assicurando così il commercio diretto della seta desiderato dai Sogdiani.

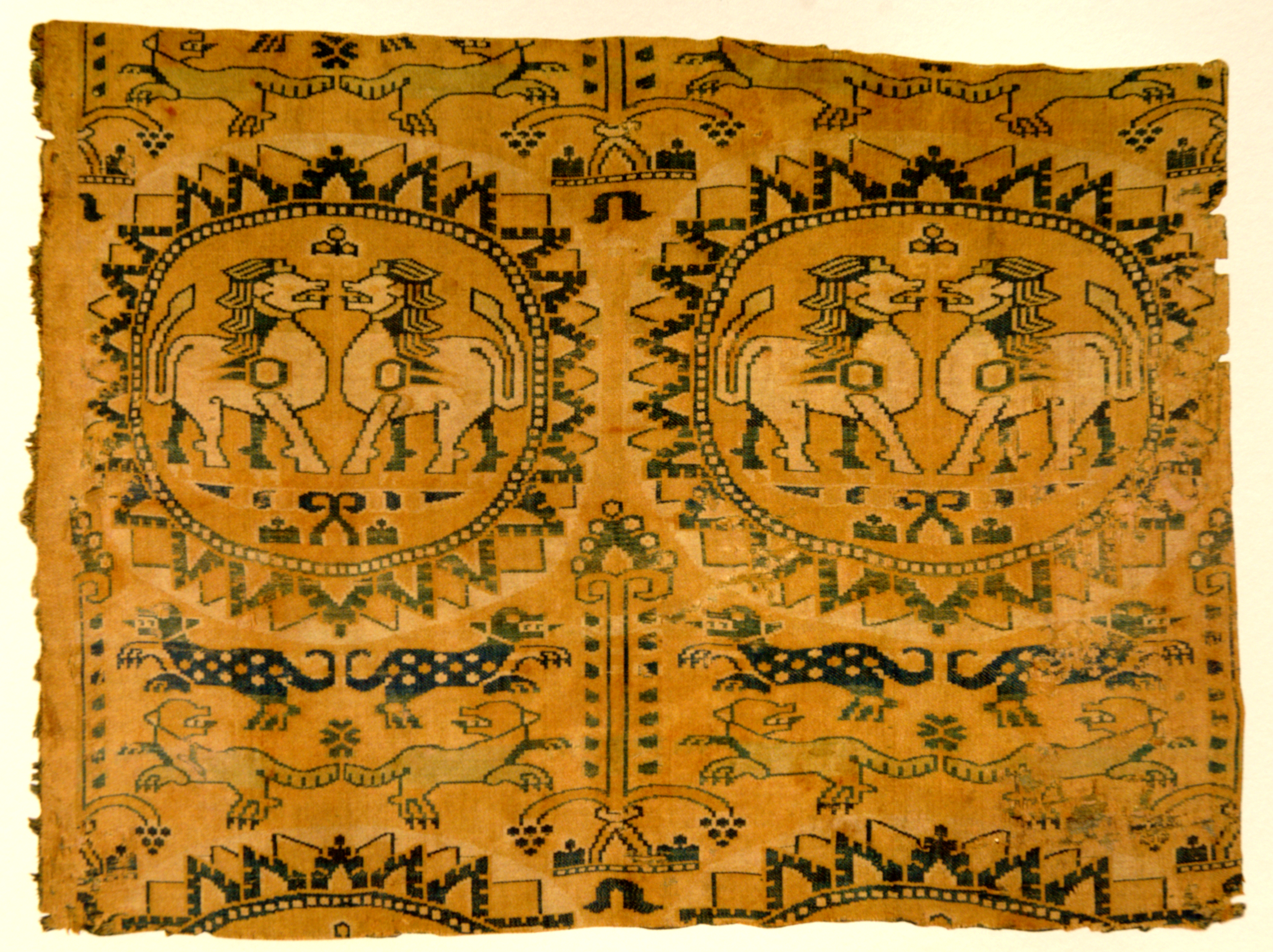
Motivo di un leone su seta policroma sogdiana, VIII secolo d.C., probabilmente da Bukhara.

Sembra, tuttavia, che il commercio diretto con i Sogdiani sia rimasto limitato, considerando la scarsa quantità di monete romane e bizantine trovate nei siti archeologici centroasiatici e cinesi di quest'epoca. Sebbene ambascerie romane avessero apparentemente raggiunto la Cina Han già a partire dal 166, e gli antichi Romani importassero seta cinese mentre i Cinesi della dinastia Han importavano oggetti in vetro romani (come dimostrato da ritrovamenti nelle loro tombe), Valerie Hansen (2012) osserva che nessuna moneta romana del periodo della Repubblica romana (507-27 a.C.) o del Principato romano (27 a.C. - 330 d.C.) è stata rinvenuta in Cina. Tuttavia, Warwick Ball (2016) ha rivisto tale concezione, indicando il ritrovamento di un tesoretto composto da sedici monete romane a Xi'an, in Cina (anticamente Chang'an), risalenti ai regni di vari imperatori da Tiberio (14-37) fino ad Aureliano (270-275). Le più antiche monete d'oro (solidi) dell'Impero romano d'Oriente ritrovate in Cina risalgono invece al regno dell'imperatore bizantino Teodosio II (r. 408-450) e, in totale, solo quarantotto di esse sono state trovate (contro circa milletrecento monete d'argento) nello Xinjiang e nel resto della Cina. L'uso delle monete d'argento a Turfan continuò ben oltre la campagna Tang contro Karakhoja e la conquista cinese del 640, con un graduale passaggio alla monetazione cinese in bronzo nel corso del VII secolo. Il fatto che queste monete romane orientali fossero quasi sempre rinvenute insieme a monete persiane sasanidi d'argento, e che le monete d'oro bizantine fossero utilizzate soprattutto come oggetti cerimoniali o talismani, conferma la centralità preminente dell'area della Grande Persia nel commercio cinese lungo la Via della Seta centroasiatica, rispetto all'Impero romano d'Oriente.

### Mercanti sogdiani nel Bacino del Tarim

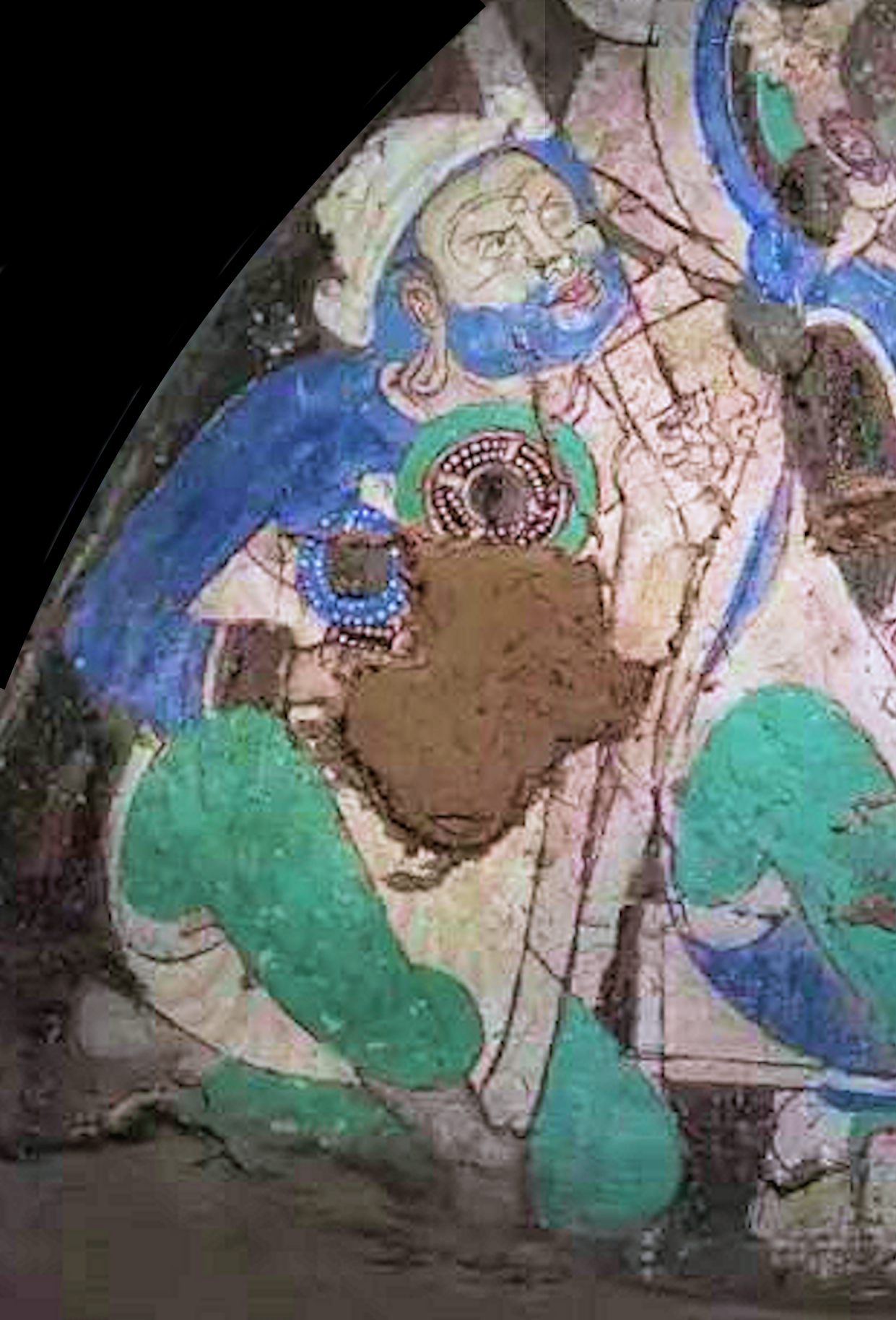
Straniero centroasiatico in adorazione di Maitreya, Grotta 188.

Le grotte di Kizil vicino a Kucha, nel cuore del Bacino del Tarim, presentano molte scene raffiguranti mercanti dell'Asia centrale risalenti al V-VI secolo: queste combinano l'influenza della sfera dell'Iran orientale, all'epoca occupata dall'Impero sasanide e dagli Eftaliti, con forti elementi culturali sogdiani. La Sogdiana, posta al centro di una rinnovata Via della seta che collegava la Cina all'Impero sasanide e all'Impero bizantino, conobbe allora una fase di grande prosperità.
Lo stile artistico di questo periodo nelle grotte di Kizil si caratterizza per marcati elementi iranici e sogdiani, probabilmente introdotti grazie al vivace commercio tra Sogdiani e Tocari. Questa influenza appare particolarmente evidente nei caftani centroasiatici con decorazioni tessili sogdiane e nelle lunghe spade sogdiane impugnate da molte delle figure rappresentate. Altri motivi decorativi tipicamente sogdiani sono animali, come anatre, inseriti all'interno di medaglioni perlati.

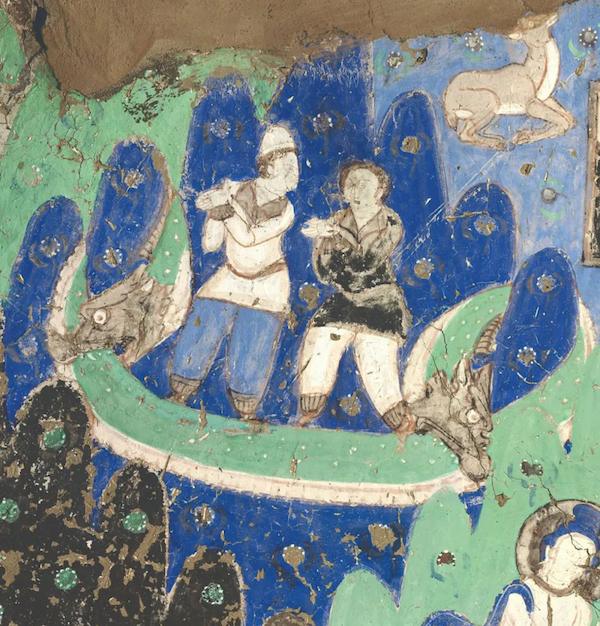
Il Re-Drago salva dei mercanti, Grotta 14, Grotte di Kizil.
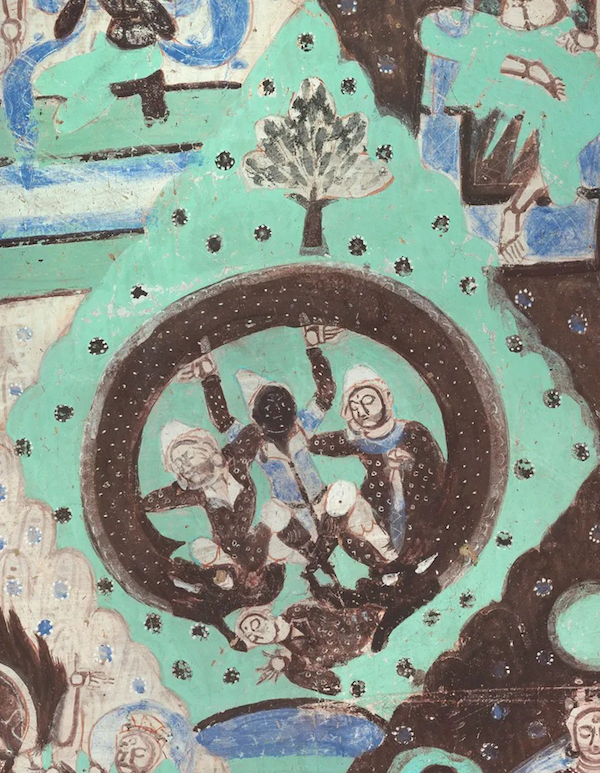
Drago bicefalo che cattura mercanti, Grotta 17.
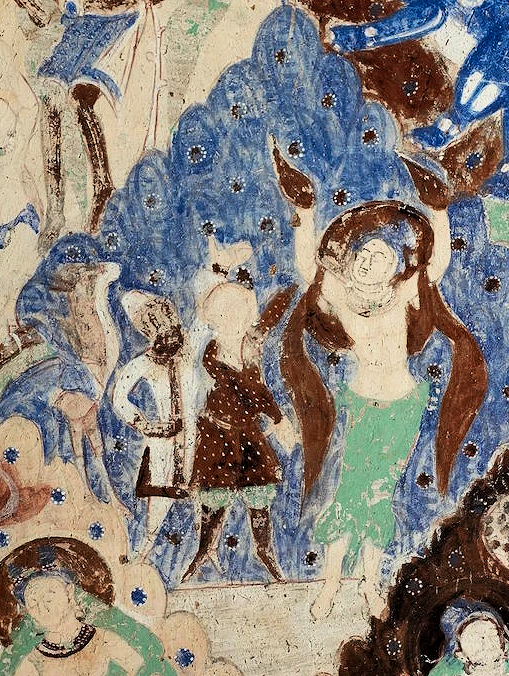
Sab che apre la strada ai 500 mercanti, Grotta 17 di Kizil.

### Mercanti, generali e uomini di stato sogdiani nella Cina imperiale
Oltre ai Sogdiani dell'Asia centrale che operarono come intermediari lungo la Via della Seta, molti altri Sogdiani si stabilirono permanentemente in Cina per diverse generazioni. Numerosi Sogdiani risiedevano a Luoyang, capitale della dinastia Jin (266-420), ma furono costretti a fuggire in seguito al crollo della dinastia Jin nel nord della Cina nel 311 e all'ascesa delle tribù nomadi settentrionali.
Nel 1907, Aurel Stein scoprì cinque lettere scritte in sogdiano, note come «Lettere antiche», in una torre di guardia abbandonata nei pressi di Dunhuang. Una di queste lettere fu scritta da una donna sogdiana di nome Miwnay, madre di una bambina chiamata Shayn, indirizzata a sua madre Chatis in Sogdiana. Miwnay e sua figlia erano state abbandonate in Cina dal marito Nanai-dhat, anch'egli sogdiano. Dopo averle costrette a seguirlo fino a Dunhuang, Nanai-dhat le lasciò sole, sostenendo che avrebbero dovuto mettersi al servizio degli Han cinesi. Miwnay cercò aiuto da un parente di suo marito, Artivan, e poi da un altro sogdiano, Farnkhund, ma entrambi le abbandonarono a loro volta. Miwnay e sua figlia Shayn furono così costrette a diventare servitrici di famiglie cinesi dopo aver vissuto di carità da parte di un sacerdote. Miwnay maledisse il marito sogdiano per averla abbandonata, dichiarando che avrebbe preferito sposare un maiale o un cane. Un'altra lettera della stessa collezione fu scritta dal sogdiano Nanai-vandak, indirizzata ai suoi connazionali rimasti a Samarcanda, in cui li informava di una rivolta di massa degli Xiongnu contro i dominatori Han della dinastia Jin occidentale. Egli riferì ai suoi compatrioti che tutti i membri della diaspora sogdiana e indiana nella capitale cinese della dinastia Jin occidentale, Luoyang, erano morti di fame a causa della rivolta degli Xiongnu, in precedenza sottomessi agli Han. L'imperatore cinese Han aveva abbandonato Luoyang quando questa venne assediata dai ribelli Xiongnu e il suo palazzo fu incendiato. Nanai-vandak aggiunse anche che la città di Ye era ormai distrutta, e che la ribellione degli Xiongnu aveva avuto conseguenze disastrose per la diaspora sogdiana in Cina. Era inoltre frequente che uomini cinesi Han comprassero ragazze sogdiane come schiavi a scopi sessuali.

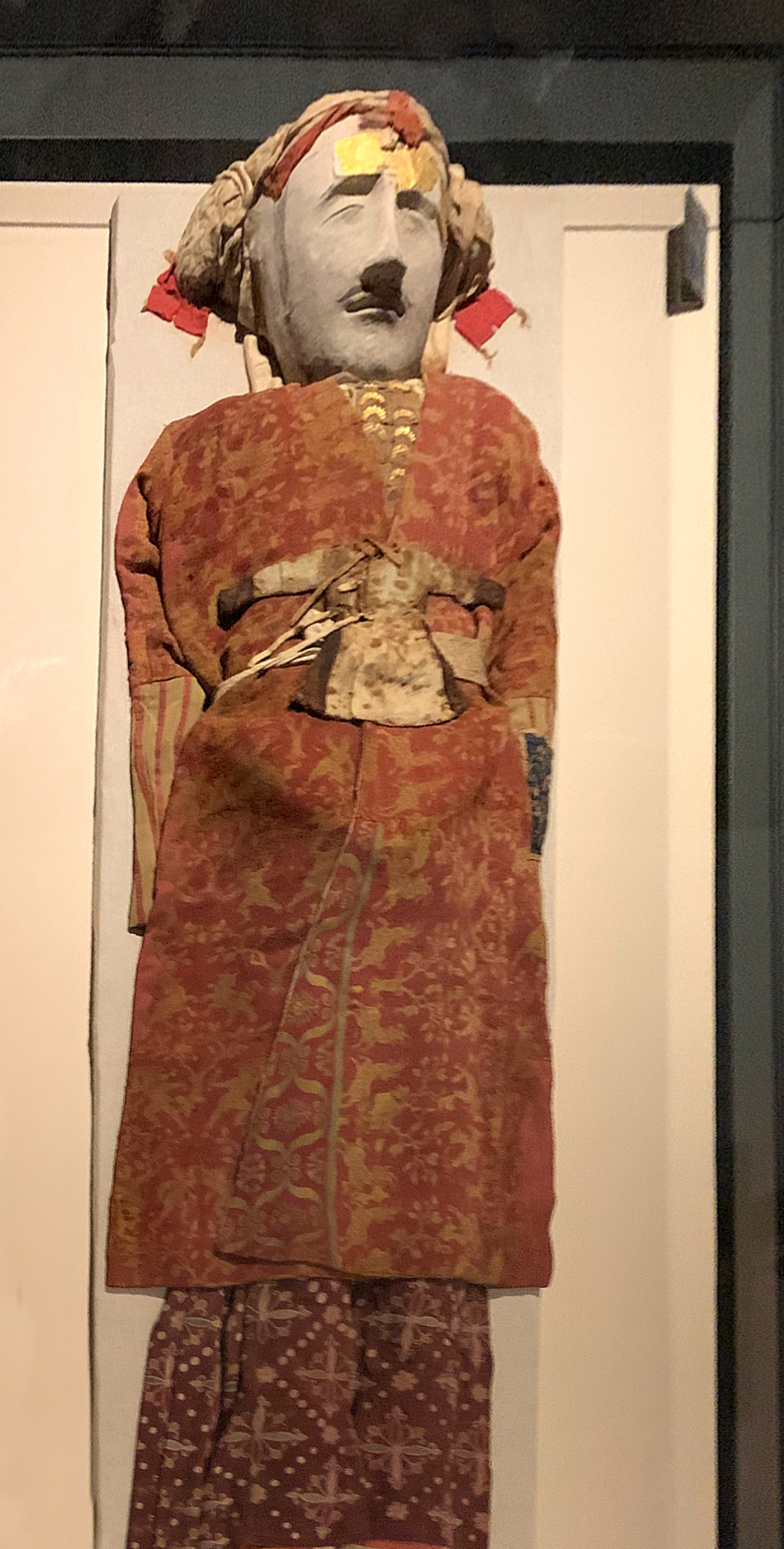
L'uomo di Yingpan, Xinjiang, Cina, IV-V secolo. potrebbe essere stato un mercante sogdiano.

Tuttavia, alcuni Sogdiani continuarono a vivere nel Gansu. Una comunità sogdiana rimase nella capitale della dinastia Liang settentrionale, Wuwei, ma quando i Liang Settentrionali vennero sconfitti dai Wei Settentrionali nel 439, molti Sogdiani furono forzatamente trasferiti nella capitale dei Wei Settentrionali, Datong, favorendo così scambi e commercio nella nuova dinastia. Numerosi oggetti di origine centroasiatica sono stati rinvenuti nelle tombe dei Wei settentrionali, come ad esempio nella tomba di Feng Hetu.
Altri Sogdiani giunsero dall'Occidente e ricoprirono incarichi nella società cinese. Il Bei Shi descrive un sogdiano giunto da Anxi (Sogdiana occidentale o Partia) in Cina, diventato un sabao (薩保, termine dal sanscrito sarthavaha, ovvero «capo carovana», che risiedeva a Jiuquan durante il periodo dei Wei Settentrionali (386-535), e fu antenato di An Tugen, un uomo che, da semplice mercante, raggiunse l'alto grado di ministro durante la dinastia Qi Settentrionale (550-577). Valerie Hansen sostiene che in quel periodo, estendendosi fino alla dinastia Tang (618-907), i Sogdiani «divennero il gruppo non-cinese più influente residente in Cina». Due diversi tipi di Sogdiani arrivarono in Cina: ambasciatori e mercanti. Gli ambasciatori sogdiani si stabilirono definitivamente, sposarono donne cinesi, acquistarono terre, e i nuovi arrivati si insediarono permanentemente invece di tornare nella loro terra natale in Sogdiana. Erano concentrati soprattutto intorno a Luoyang e Chang'an, ma anche a Xiangyang, nell'attuale provincia dell'Hubei, e costruivano templi zoroastriani per servire le loro comunità una volta che esse raggiungevano la soglia di circa 100 famiglie. Dalla dinastia Qi Settentrionale fino al periodo Tang, i leader di queste comunità, chiamati sabao, vennero integrati nella gerarchia ufficiale statale cinese.
Tra il VI e il VII secolo, le famiglie sogdiane residenti in Cina costruirono tombe di rilievo con epitaffi funerari che illustravano la storia delle loro illustri famiglie. Le loro pratiche funerarie fondevano elementi cinesi, come i letti funerari intagliati, con sensibilità zoroastriane, come quella di separare il corpo dalla terra e dall'acqua. Le tombe sogdiane in Cina figurano tra le più sontuose del periodo, inferiori soltanto a quelle imperiali, suggerendo così che i sabao sogdiani fossero tra i membri più ricchi della società.

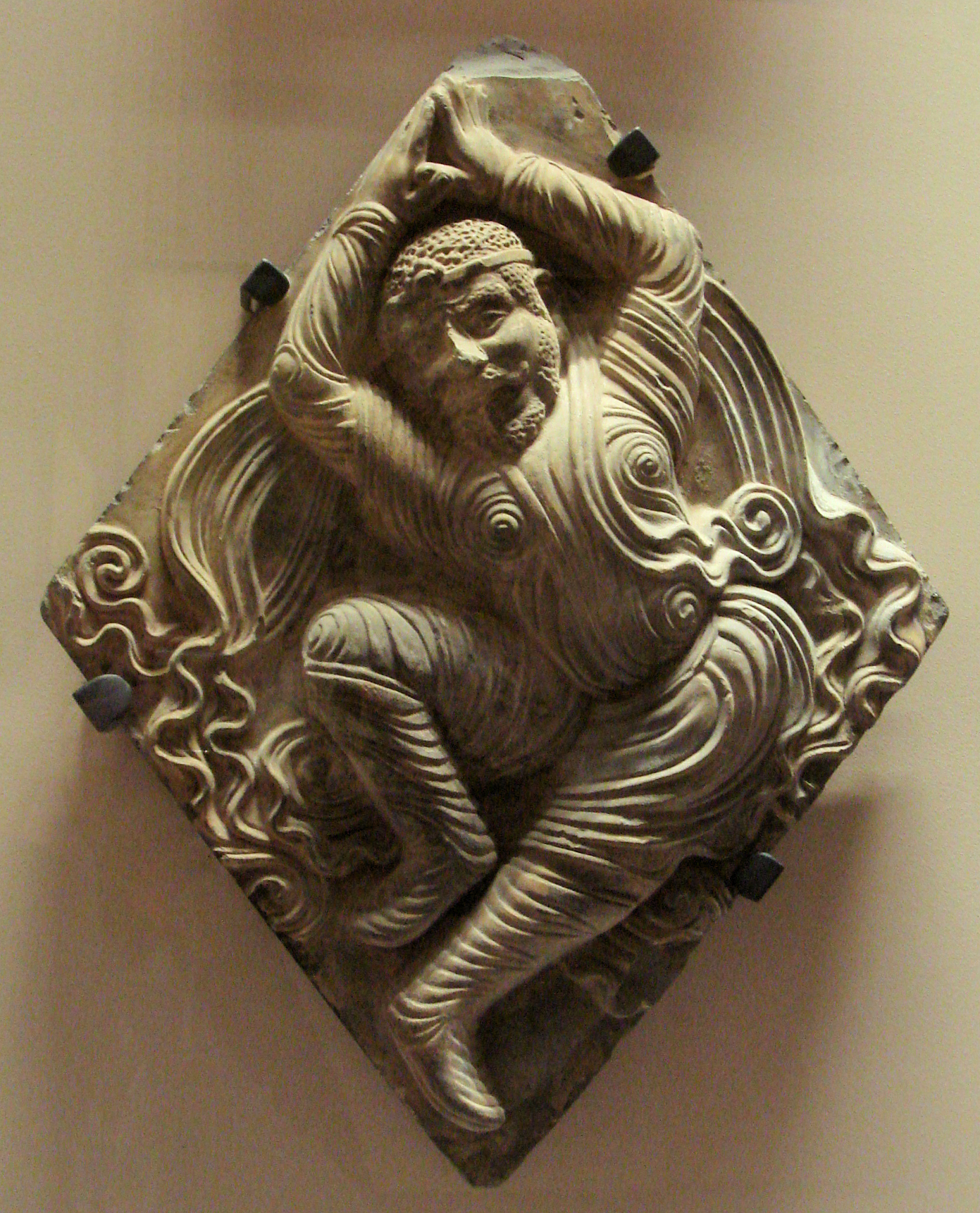
Danzatrice sogdiana huteng, pagoda del tempio Xiuding, Anyang, Hunan, Cina, dinastia Tang, VII secolo.

Oltre al ruolo di mercanti, monaci e funzionari governativi, i Sogdiani prestarono servizio anche come soldati nell'esercito Tang. An Lushan, figlio di padre sogdiano e madre göktürk, ascese fino alla carica fdi governatore militare (jiedushi) nel nord-est della Cina, prima di scatenare la ribellione di An Lushan (755-763), che divise profondamente le lealtà dei Sogdiani residenti in Cina. La ribellione fu appoggiata da numerosi Sogdiani e, una volta sconfitta, molti furono massacrati o cambiarono il proprio cognome per nascondere le origini sogdiane, facendo sì che da quel momento si sappia ben poco della presenza sogdiana nella Cina settentrionale. Il generale ribelle Gao Juren, di origine Goguryeo (Corea), ordinò un massacro di massa dei Sogdiani (definiti «Hu dell'Asia occidentale») a Fanyang (nota oggi come Jicheng l'attuale Pechino), nella regione di Youzhou, identificandoli dai loro «grandi nasi», e utilizzò delle lance per impalare i loro bambini durante la sua rivolta contro l'imperatore ribelle degli Yan, Shi Chaoyi, e contro le forze della dinastia Yan guidate dal comandante turco Ashina Chengqing. I Sogdiani furono massacrati a Youzhou nel 761. Youzhou comprendeva anche Linzhou, una prefettura «protetta», dove i Sogdiani risiedevano in gran numero. Gao Juren, così come il generale ribelle Tian Shengong, intendeva defezionare verso la dinastia Tang e, per convincere i Tang a riconoscerlo ufficialmente come signore della guerra regionale, offrì il massacro degli «Hu» (barbari centroasiatici) come sacrificio di sangue, mostrando la sua lealtà senza cedere territorio, secondo quanto descritto nel libro Storia di An Lushan (安祿山史記). Un'altra fonte sostiene invece che Gao Juren avrebbe massacrato questi «barbari Hu» per privare Ashina Chengqing della sua base di sostegno etnica, dato che gruppi come Tiele, Tongluo, Sogdiani e Turchi appoggiavano Ashina Chengqing contro le forze Mohe, Xi, Khitan e di origine Goguryeo guidate da Gao Juren stesso. Gao Juren fu poi ucciso da Li Huaixian, fedele a Shi Chaoyi. Un massacro simile fu compiuto dal generale ribelle Tian Shengong, ex-generale Yan, contro mercanti musulmani arabi e persiani durante la rivolta di An Lushan, noto come massacro di Yangzhou (760). Anche Tian Shengong voleva defezionare verso la dinastia Tang, e poiché la corte Tang presentava la guerra come conflitto tra «barbari Hu» ribelli Yan e i cinesi della dinastia Tang, egli sacrificò stranieri di varie etnie per dimostrare la sua lealtà ai Tang.
Nonostante ciò, i Sogdiani continuarono a commerciare in Cina anche dopo la ribellione, ma molti furono costretti a celare le proprie origini etniche. Un caso noto fu quello di An Chongzhang, ministro della guerra e duca di Liang, che nel 756 chiese all'imperatore Suzong di Tang di poter cambiare il proprio cognome in Li Baoyu, per la vergogna di condividere lo stesso cognome con il capo della ribellione. Tale modifica fu estesa retroattivamente anche ai suoi antenati.
I cristiani nestoriani, come il sacerdote battriano Yisi di Balkh, contribuirono militarmente alla repressione della rivolta di An Lushan, collaborando con il generale Tang Guo Ziyi. Yisi agì personalmente come comandante militare , e sia lui sia la Chiesa d'Oriente furono ricompensati dalla dinastia Tang con titoli e onori, come descritto sulla stele nestoriana.
Il monaco buddhista esoterico Amoghavajra utilizzò rituali contro An Lushan, mentre Chang'an era occupata dai ribelli nel 756. I rituali di Amoghavajra erano esplicitamente mirati a provocare morte, disastri e malattie contro An Lushan. Grazie al suo contributo nella vittoria contro i ribelli, il Buddhismo Esoterico divenne la setta buddhista ufficiale sostenuta dalla dinastia Tang, denominata «Buddhismo Imperiale», con finanziamenti e appoggio per la scrittura di scritture sacre, monasteri e templi. I discepoli di Amoghavajra svolgevano cerimonie per lo stato e l'imperatore. L'imperatore Tang Suzong fu incoronato cakravartin da Amoghavajra dopo la vittoria contro An Lushan nel 759, avendo invocato contro di lui il vidyaraja Acala. Amoghavajra inviò anche messaggi segreti con informazioni militari strategiche al principe ereditario Li Heng (il futuro Suzong).
Epitafi risalenti alla dinastia Tang attestano coppie miste cristiane a Luoyang, come quello della donna cristiana nestoriana sogdiana, la «signora An» (安氏), deceduta nell'821, sposata con Hua Xian (花献), un cristiano nestoriano cinese, deceduto nell'827. Probabilmente, gli uomini cinesi cristiani sposavano donne sogdiane per la mancanza di donne cinesi cristiane disponibili. Un altro epitafio di Luoyang riguarda una donna cristiana nestoriana sogdiana, anch'essa cognominata An, sepolta dal figlio ufficiale militare nel gennaio 815. Suo marito, un cinese, aveva il cognome He (和), e sulla stele funeraria la famiglia venne descritta come multietnica. I figli di queste unioni miste avevano varie opportunità di carriera nell'amministrazione civile e militare, e professavano apertamente il cristianesimo, sostenendo monasteri cristiani.

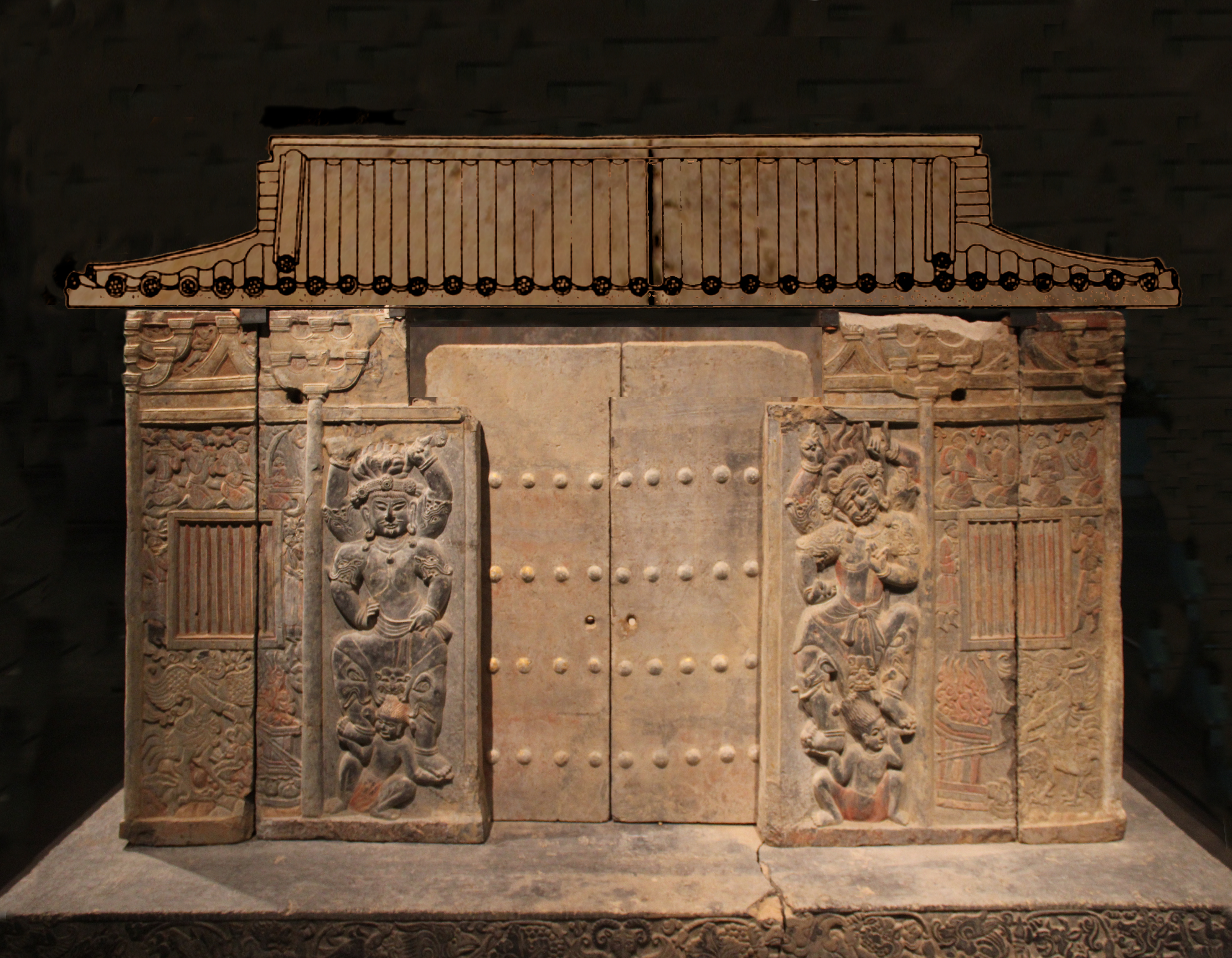
Tomba di Wirkak, ufficiale sogdiano in Cina, costruita a Xi'an nel 580, durante la dinastia Zhou Settentrionale. Xi'an City Museum.

Durante la dinastia Tang e le successive Cinque Dinastie e dinastia Song, esisteva una numerosa comunità sogdiana anche nel cosmopolita emporio commerciale di Dunhuang, nel Gansu, un importante centro di apprendimento buddhista e sede delle grotte buddhiste di Mogao. Sebbene Dunhuang e il Corridoio di Hexi fossero stati conquistati dall'Impero tibetano dopo la rivolta di An Lushan, nell'848 il generale cinese Zhang Yichao (799-872) riuscì a strappare il controllo della regione ai Tibetani durante la loro guerra civile, istituendo il Circuito di Guiyi sotto l'imperatore Xuānzong dei Tang (r. 846-859). Anche se la regione passò occasionalmente sotto il dominio di diversi stati, mantenne il suo carattere multilingue, come dimostra la grande quantità di manoscritti (religiosi e secolari) in cinese e tibetano, ma anche in sogdiano, khotanese (un'altra lingua iranica orientale autoctona della regione), uiguro e sanscrito.
Esistevano nove importanti clan sogdiani, noti come Zhāowŭ jiŭ xìng (昭武九姓). I nomi di questi clan sono stati dedotti dai cognomi cinesi elencati in un manoscritto di Dunhuang dell'epoca Tang (Pelliot chinois 3319V). Ogni nome di «clan» corrispondeva a una diversa città-stato, poiché i Sogdiani adottavano il nome della loro città d'origine come cognome cinese. Tra questi, il cognome sogdiano più diffuso in Cina era Shí (石), generalmente attribuito a chi proveniva da Chach (l'odierna Tashkent). Anche i seguenti cognomi appaiono frequentemente nei manoscritti e nei registri di Dunhuang: Shǐ (史, da Kesh, l'attuale Šachrisabz), An (安, da Buchara), Mi (米, da Pendžikent), Kāng (康, da Samarcanda), Cáo (曹, da Kabudhan, a nord del fiume Zeravšan), e Hé (何, da Kushaniyah). Si dice che Confucio abbia espresso il desiderio di vivere tra le «nove tribù», il che potrebbe essere un riferimento proprio alla comunità sogdiana.

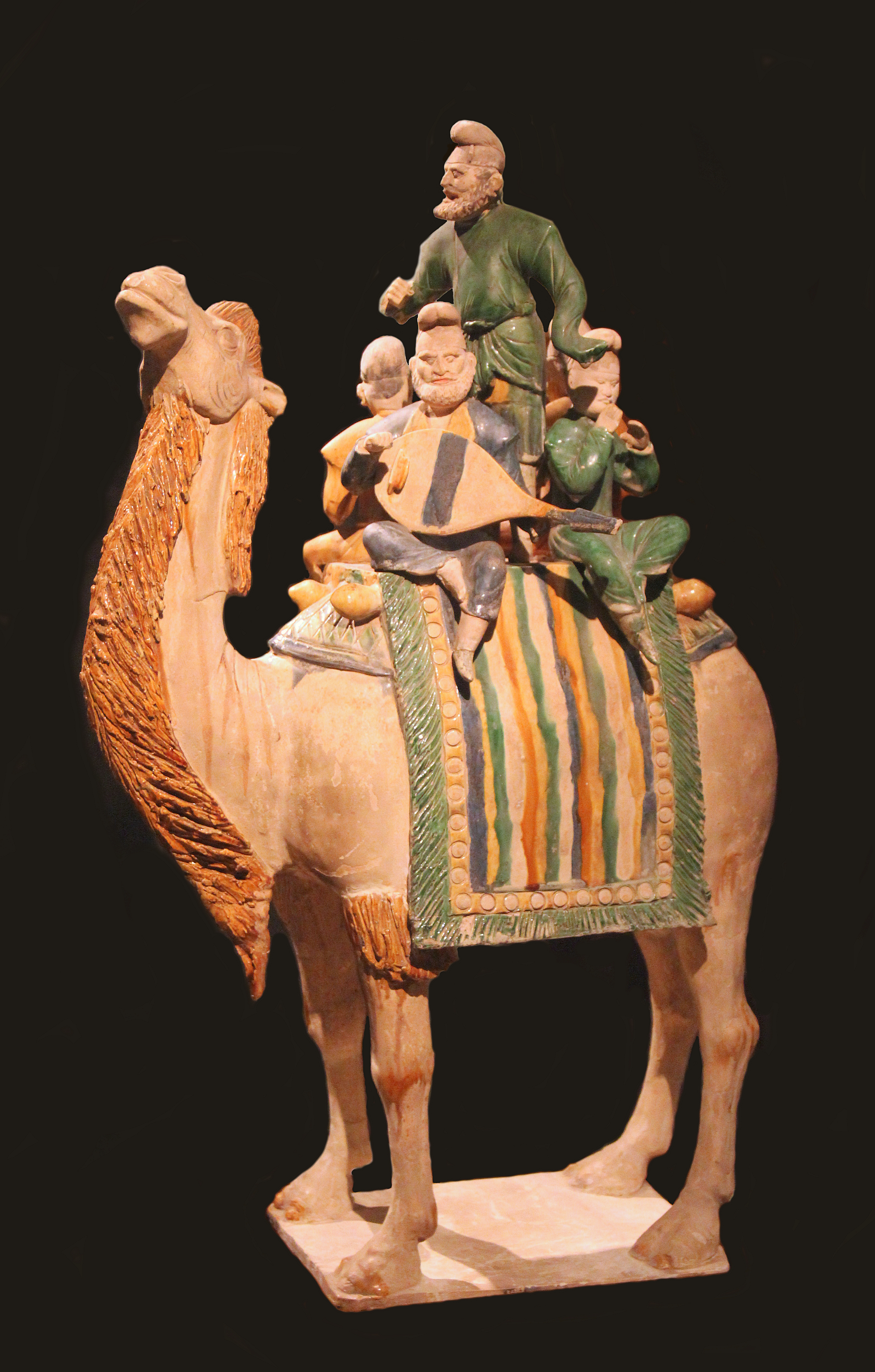
Statuetta Tang in sancai di mercanti sogdiani a dorso di cammello battriano, 723, Xi'an.

L'influenza dei sogdiani sinizzati e multilingui durante il periodo Guiyijun (歸義軍, circa 850-1000) di Dunhuang è evidente in un gran numero di manoscritti redatti con caratteri cinesi scritti da sinistra a destra, anziché verticalmente, rispecchiando la direzione di lettura dell'alfabeto sogdiano. I Sogdiani di Dunhuang comunemente formavano o aderivano a gruppi laici nelle loro comunità locali, incontrandosi regolarmente nelle taverne di proprietà sogdiana, come menzionato nelle loro lettere epistolari. I Sogdiani che vivevano a Turfan sotto la dinastia Tang e nel Regno di Gaochang erano impegnati in diverse occupazioni, tra cui agricoltura, serizio militare, pittura, lavorazione del cuoio e commercio di prodotti come quelli in ferro. I Sogdiani avevano iniziato a migrare a Turfan fin dal IV secolo, ma il ritmo della migrazione aumentò significativamente dopo la conquista musulmana della Persia e la caduta dell'Impero sasanide nel 651, seguite dalla conquista islamica di Samarcanda nel 712.

## Lingua e cultura
Il VI secolo è considerato l'apice della cultura sogdiana, a giudicare dall'altamente sviluppata tradizione artistica che caratterizzò questo periodo. In quell'epoca, i Sogdiani erano già consolidati nel loro ruolo di mercanti itineranti e intermediari commerciali dell'Asia centrale, contribuendo attivamente allo scambio di beni, cultura e religioni. Durante il Medioevo, la valle dello Zeravšan, attorno a Samarcanda, mantenne il suo nome sogdiano originario, Samarkand. Secondo l'Encyclopædia Britannica, i geografi arabi medievali la consideravano una delle quattro regioni più belle del mondo. Nei luoghi in cui i Sogdiani migrarono in numero considerevole, la loro lingua lasciò un'impronta significativa. Ad esempio, durante la dinastia cinese Han, il nome locale della città-stato di Loulan nel Bacino del Tarim era Kroraina, probabilmente derivato dal greco, a causa della vicina influenza ellenistica. Tuttavia, secoli dopo, nel 664, il monaco buddhista cinese della dinastia Tang Xuanzang la indicò col nome di Nafupo (納縛溥), che secondo Hisao Matsuda sarebbe una traslitterazione del termine sogdiano Navapa, che significa «acqua nuova».

### Arte
Gli affreschi di Afrasiab, risalenti al VI-VII secolo e situati a Samarcanda, Uzbekistan, rappresentano un raro esempio sopravvissuto di arte sogdiana. Questi dipinti, che mostrano scene di vita quotidiana e avvenimenti come l'arrivo di ambasciatori stranieri, si trovano tra le rovine di residenze aristocratiche. Non è chiaro se qualcuna di queste dimore palaziali servisse anche come palazzo ufficiale dei sovrani di Samarcanda. I più antichi murali monumentali sogdiani ancora esistenti risalgono al V secolo e si trovano a Pendžikent, Tagikistan. Oltre a rivelare aspetti della vita sociale e politica dei Sogdiani, l'arte sogdiana è stata fondamentale per aiutare gli storici a comprendere le loro credenze religiose. Ad esempio, è evidente che i Sogdiani buddhisti incorporarono alcune delle loro divinità iraniche nel loro pantheon buddhista. A Zhetysu, placche sogdiane dorate in bronzo su un tempio buddhista mostrano una coppia di divinità, maschile e femminile, con le mani tese che reggono un cammello in miniatura, un'immagine non buddhista che si ritrova anche nei dipinti di Samarcanda e Pendžikent.

### Lingua

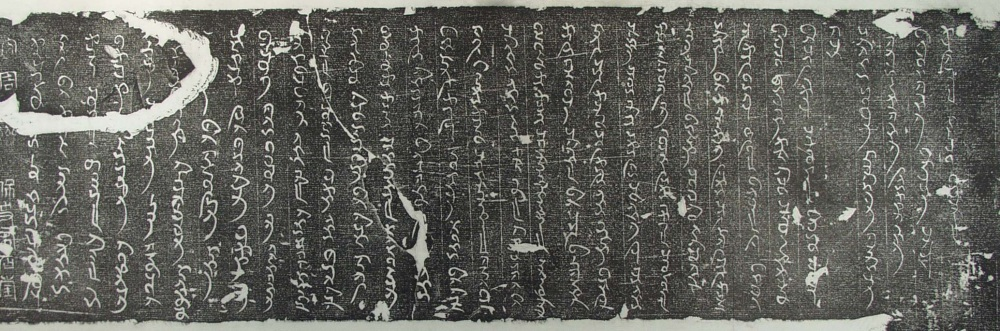
Epitaffio in sogdiano dei figli di Wirkak, un mercante e funzionario sogdiano morto in Cina nel 580 d.C.

I Sogdiani parlavano una lingua iranica orientale chiamata sogdiano, strettamente imparentata con il battriano, il corasmio e il saka khotanese, diffuse lingue iraniche orientali dell'Asia centrale in epoca antica. Il sogdiano era parlato anche nella città-stato oasi di Turfan, nella regione del Bacino del Tarim, nel nord-ovest della Cina (nell'odierno Xinjiang). A giudicare dall'iscrizione sogdiana di Bugut in Mongolia, datata intorno al 581, il sogdiano fu anche una lingua ufficiale del Primo Khaganato turco, fondato dai Göktürk.
Il sogdiano era scritto principalmente con tre alfabeti: l'alfabeto sogdiano, l'alfabeto siriaco e l'alfabeto manicheo, tutti derivati dall'alfabeto aramaico, largamente usato sia nell'Impero achemenide che in quello partico dell'antico Iran. L'alfabeto sogdiano formò la base dell'antico alfabeto uiguro dell'VIII secolo, dal quale fu poi derivato l'alfabeto mongolo usato nel primo Impero mongolo durante il XIII secolo. Successivamente, nel 1599, il capo jurchen Nurhaci adottò l'alfabeto mongolo per renderlo adatto alla lingua manciù.
Il popolo Yaghnobi, che vive ancora oggi nella provincia di Sughd, in Tagikistan, parla un discendente della lingua sogdiana. Lo yaghnobi è in gran parte una continuazione del dialetto sogdiano medievale della regione di Osrushana, nella parte occidentale della valle di Fergana. La grande maggioranza dei Sogdiani si assimilò ad altri gruppi locali come i Battriani, i Corasmi e i Persiani, adottando il persiano come lingua. Nell'819, la popolazione persianofona fondò l'Impero samanide nella regione. I Samanidi sono tra gli antenati degli attuali Tagichi. Numerosi vocaboli sogdiani sono ancora riscontrabili nella lingua tagica moderna, sebbene quest'ultima sia una lingua iranica occidentale.

### Abbigliamento

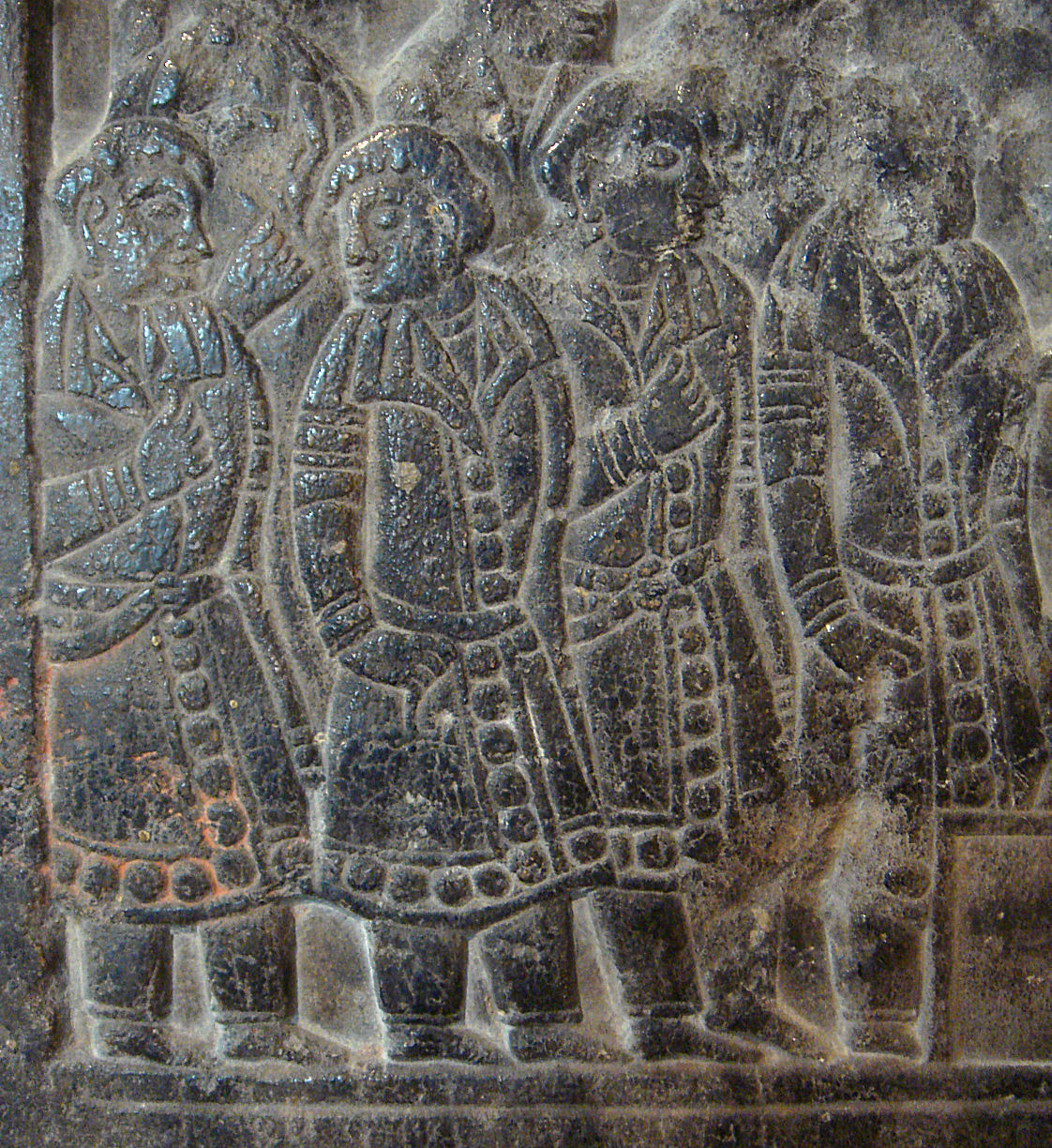
Sogdiani raffigurati sul letto funerario di Anyang, un sarcofago sogdiano in Cina durante la dinastia Qi Settentrionale (550-577 d.C.). Museo Guimet.

I costumi sogdiani dell'Alto Medioevo possono essere suddivisi in due periodi: quello eftalita (V e VI secolo) e quello turco (VII e inizio VIII secolo). Quest'ultimo non divenne subito comune dopo l'ascesa politica dei Göktürk, ma solo intorno al 620, quando, soprattutto in seguito alle riforme del khagan turco occidentale Ton-jazbgu, la Sogdiana fu turcizzata e la nobiltà locale venne ufficialmente inclusa nell'amministrazione del Khaganato.
Per entrambi i sessi, i vestiti erano aderenti e si apprezzavano le linee strette in vita e ai polsi. Le silhouette per gli uomini adulti e le giovani donne enfatizzavano spalle larghe che si restringevano verso la vita; le silhouette per le aristocratiche erano più complesse. L'abbigliamento sogdiano subì un profondo processo di islamizzazione nei secoli successivi, con pochi elementi originali rimasti. Al loro posto divennero più comuni turbanti, caftani e mantelli con maniche.

### Credenze religiose
I Sogdiani praticavano una varietà di fedi religiose. Tuttavia, lo zoroastrismo fu con tutta probabilità la loro religione principale, come dimostrano le prove materiali, tra cui il ritrovamento a Samarcanda, Pendžikent ed Er-Kurgan di affreschi raffiguranti fedeli che offrono sacrifici davanti ad altari del fuoco e ossari contenenti le ossa dei defunti – in conformità con il rito zoroastriano. A Turfan, le sepolture sogdiane presentavano caratteristiche simili alle pratiche tradizionali cinesi, ma conservavano elementi essenziali dello zoroastrismo, come l'esposizione dei corpi agli animali necrofagi prima della deposizione delle ossa negli ossari. Essi sacrificavano anche animali alle divinità zoroastriane, compreso il dio supremo Ahura Mazda. Lo zoroastrismo rimase la religione dominante tra i Sogdiani fino alla conquista islamica, dopo la quale si convertirono gradualmente all'Islam, come mostrato dalla «curva di conversione» elaborata da Richard Bulliet.
Una delle divinità più venerate in Sogdiana era la dea Nana, derivata dalla dea mesopotamica Nanaya, tradizionalmente raffigurata come una dea a quattro braccia che cavalca un leone e tiene il sole e la luna. Lei e il dio fluviale Oxus furono tra le divinità più attestate della regione. Nana era considerata una dea civica e astrale, e la sua città sacra era Pendžikent.
I testi religiosi sogdiani trovati in Cina e risalenti alle dinastie Settentrionali, Sui e Tang sono per lo più buddhisti (tradotti da fonti cinesi), manichei e cristiani nestoriani, con solo una piccola minoranza di testi zoroastriani. Tuttavia, le tombe di mercanti sogdiani in Cina, datate all'ultimo terzo del VI secolo, mostrano prevalentemente motivi zoroastriani o sincretismi zoroastriano-manichei, mentre i resti archeologici della Sogdiana appaiono ampiamente iranici e conservativamente zoroastriani.
I Sogdiani incarnavano però la pluralità religiosa tipica delle rotte commerciali. Il corpo più numeroso di testi sogdiani è buddhista, e i Sogdiani furono tra i principali traduttori di sutra buddhisti in cinese. Tuttavia, il buddhismo non mise mai radici profonde nella stessa Sogdiana. Inoltre, il monastero di Bulayiq a nord di Turfan conservava testi cristiani sogdiani, e numerosi testi manichei sogdiani sono stati rinvenuti a Qocho. La riconversione dei Sogdiani dal buddhismo allo zoroastrismo coincise con l'adozione ufficiale dello zoroastrismo da parte dell'Impero sasanide. Dal IV secolo in poi, pellegrini buddhisti sogdiani lasciarono tracce del loro passaggio lungo le ripide scogliere del fiume Indo e della valle di Hunza, dove scolpirono immagini del Buddha e stupa sacri, oltre ai loro nomi completi, sperando di ottenere la protezione del Buddha.
I Sogdiani praticavano anche il manicheismo, la fede di Mani, che diffusero tra gli Uiguri. Il Khaganato uiguro (744-840 d.C.) sviluppò stretti legami con la Cina Tang dopo aver aiutato i Tang a sopprimere la ribellione di An Lushan e del suo successore göktürk Shi Siming, stabilendo un commercio annuale di un milione di rotoli di seta cinese in cambio di centomila cavalli. Gli Uiguri si affidarono ai mercanti sogdiani per vendere gran parte di questa seta verso occidente lungo la Via della Seta, un rapporto simbiotico che portò molti Uiguri ad adottare il manicheismo dai Sogdiani. Tuttavia, le prove di testi liturgici e canonici manichei di origine sogdiana sono frammentarie e scarse rispetto al vasto corpus di scritti buddhisti. Gli Uiguri praticavano anche il buddhismo. Ad esempio, nelle scene praṇidhi dei murali buddhisti uiguri di Bezeklik (Xinjiang, Cina), si vedono Uiguri con abiti di seta, in particolare nella scena 6 del Tempio 9, che raffigura donatori sogdiani al Buddha.

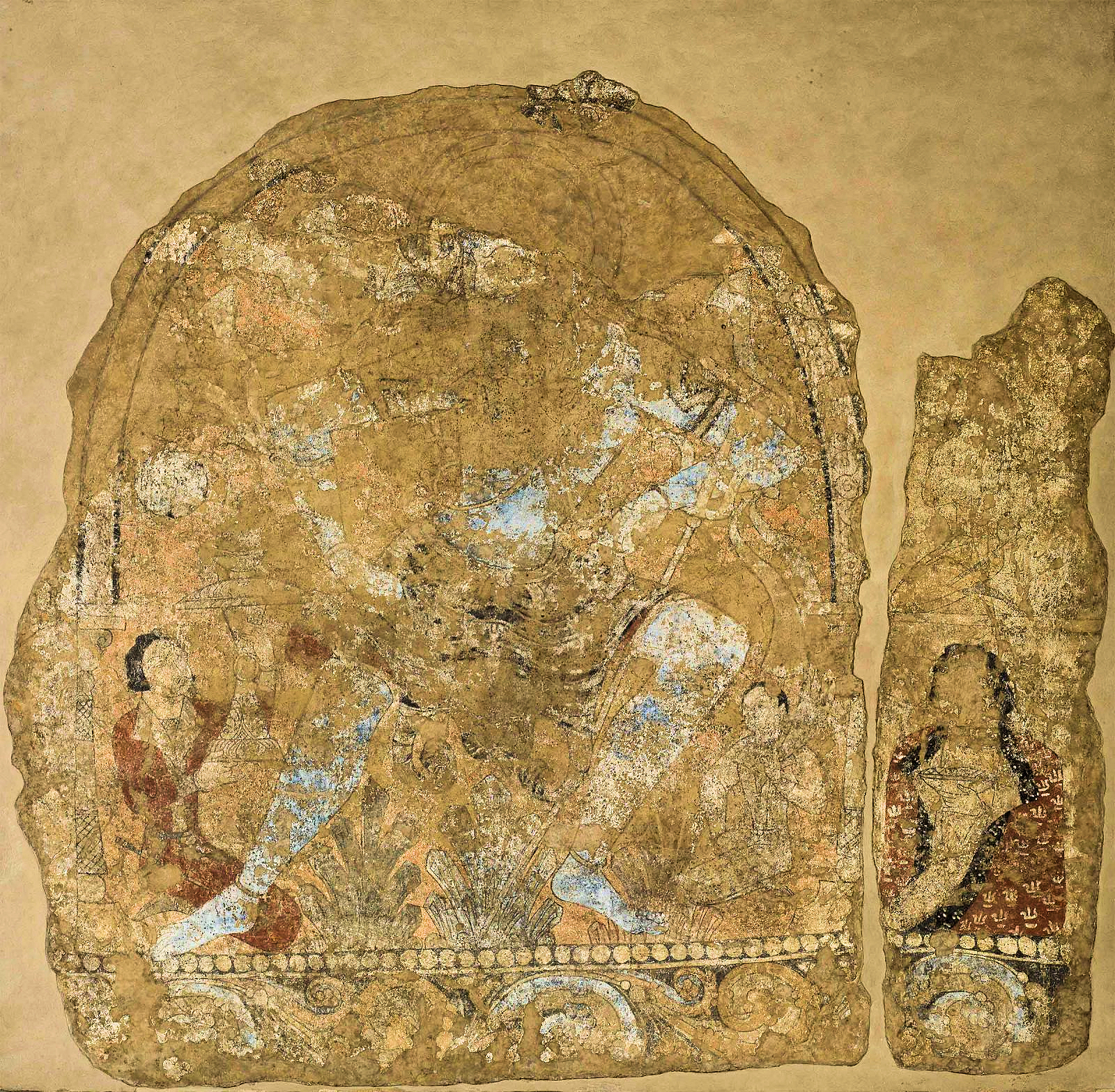
Shiva (con il trisula), assistito da devoti sogdiani. Pendžikent, VII-VIII secolo d.C. Museo dell'Ermitage.

Oltre ai culti puranici, si sa che in Sogdiana furono venerate cinque divinità induiste: Brahma, Indra, Mahadeva (Shiva), Narayana e Vaishravana. Le divinità Brahma, Indra e Shiva erano conosciute con i nomi sogdiani Zravan, Adbad e Veshparkar, rispettivamente. In un affresco dell'VIII secolo di Pendžikent, piccoli altari portatili del fuoco sono «associati» con Mahadeva-Veshparkar, Brahma-Zravan e Indra-Abdab, secondo Braja Bihārī Kumar.
Tra i cristiani sogdiani noti in Cina, secondo iscrizioni e testi, vi erano An Yena, cristiano proveniente da An (Buchara); Mi Jifen, cristiano da Mi (Maymurgh); Kang Zhitong, chierico cristiano sogdiano da Kang (Samarcanda); Mi Xuanqing e Mi Xuanying, chierici cristiani sogdiani da Mi (Maymurgh); e An Qingsu, monaco cristiano sogdiano da An (Buchara).

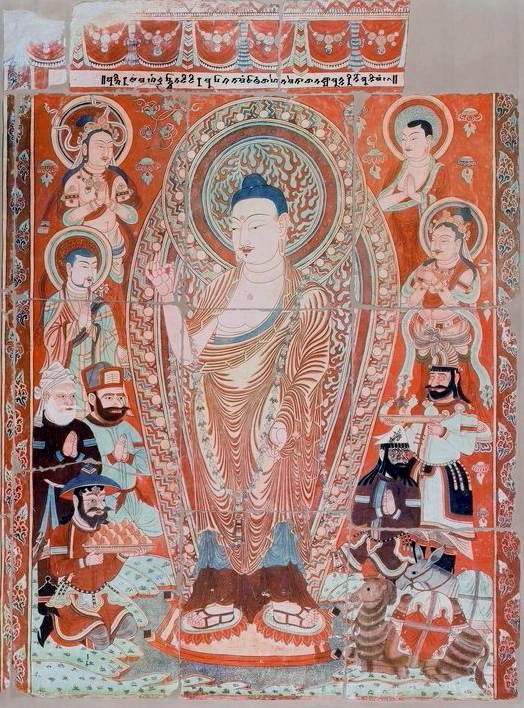
Scena di praṇidhi, tempio 9 (Grotta 20) delle Grotte dei Mille Buddha di Bezeklik, Turfan, Xinjiang, Cina, IX secolo d.C., con figure inginocchiate dai tratti caucasici e occhi verdi che pregano davanti al Buddha. La ricerca moderna ha identificato le scene di praṇidhi dello stesso tempio (n. 9) come raffigurazioni di Sogdiani, che abitavano Turfan come minoranza etnica durante le fasi di dominio cinese Tang (VII-VIII secolo) e uiguro (IX-XIII secolo).

Durante la sua visita a Zhenjiang (Jiangsu, Cina) nell'ultima parte del XIII secolo, l'esploratore e mercante veneziano Marco Polo notò che vi erano state costruite numerose chiese cristiane. La sua affermazione è confermata da un testo cinese del XIV secolo, che racconta come un sogdiano di nome Mar-Sargis, originario di Samarcanda, avesse fondato sei chiese cristiane nestoriane a Zhenjiang e una a Hangzhou nella seconda metà del XIII secolo. Il cristianesimo nestoriano era già presente in Cina durante la dinastia Tang, quando il monaco persiano Alopen giunse a Chang'an nel 653 per predicare, come descritto in un'iscrizione bilingue (cinese e siriaca) di Chang'an (oggi Xi'an), datata al 781. Nell'iscrizione siriaca è riportato un elenco di sacerdoti e monaci, tra cui uno di nome Gabriel, arcidiacono di «Xumdan» e «Sarag», i nomi sogdiani per le capitali cinesi Chang'an e Luoyang. I più antichi testi evangelici cristiani tradotti in sogdiano risalgono al regno del sovrano sasanide Yazdegerd II (r. 438-457) e furono tradotti dalla Peshitta, la versione standard della Bibbia nel cristianesimo siriaco.

## Commercio di schiavi
La schiavitù esisteva in Cina fin dai tempi antichi, anche se durante la dinastia Han la proporzione di schiavi rispetto alla popolazione complessiva era circa dell'1%, molto inferiore alla stima per il mondo greco-romano contemporaneo (stimato al 15% dell'intera popolazione). Durante il periodo Tang, agli schiavi non era permesso sposare una figlia di comuni cittadini, né avere rapporti sessuali con alcuna donna della famiglia del padrone. Sebbene il codice di legge Tang vietasse la fornicazione con schiave, tale pratica era molto diffusa. La manomissione era consentita se una schiava partoriva un figlio del padrone, il che le permetteva di elevarsi legalmente allo stato di comune cittadina, ma poteva vivere solo come concubina e non come moglie dell'ex padrone.

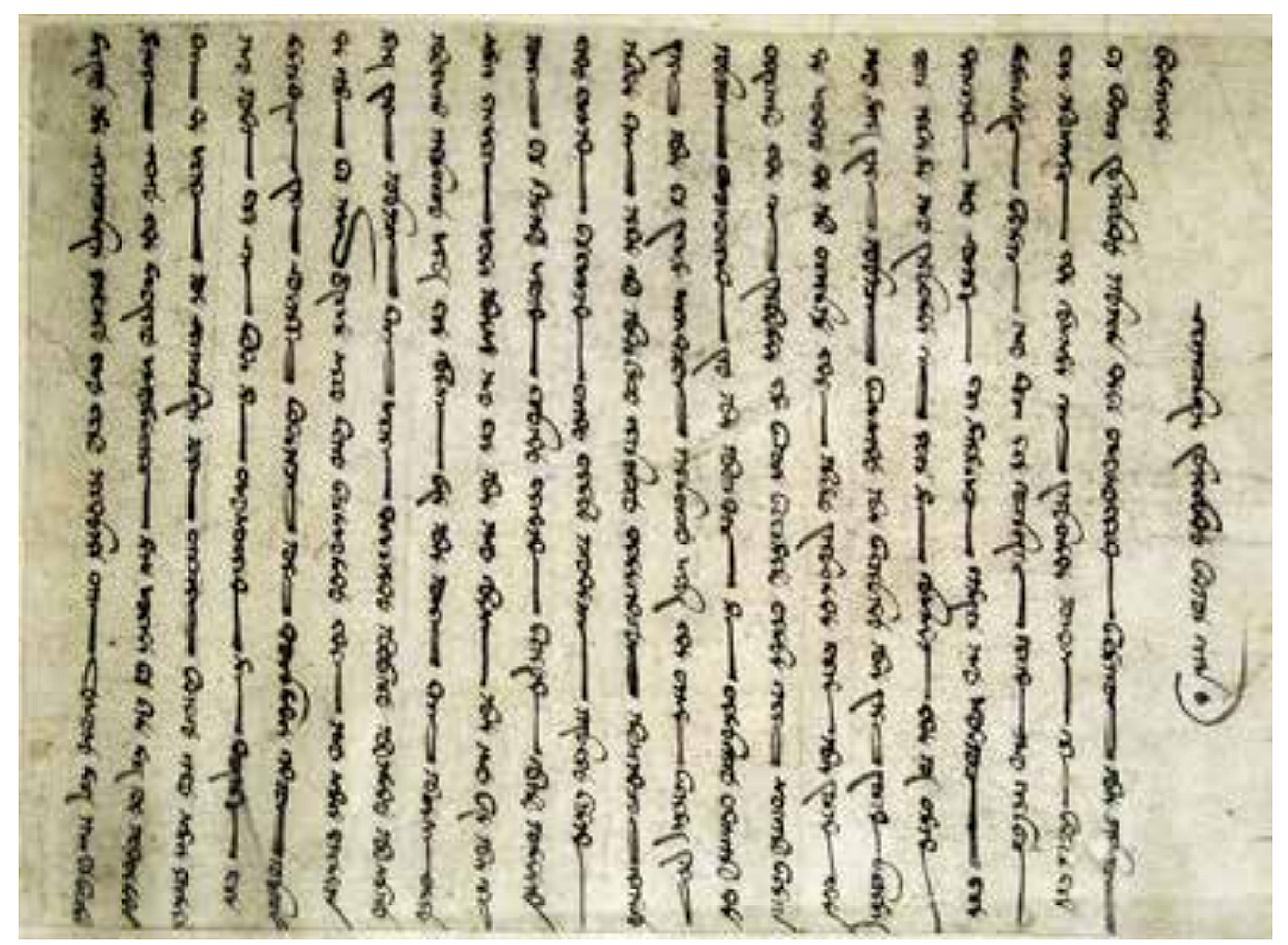
Contratto redatto in sogdiano per l'acquisto di uno schiavo nel 639 d.C., Tomba di Astana n. 135.

I mercanti sogdiani e cinesi commerciavano regolarmente schiavi a Turpan e dintorni durante la dinastia Tang. Turpan, sotto il dominio Tang, era un centro di grande attività commerciale tra mercanti cinesi e sogdiani. Vi erano molte locande e alcune offrivano l'opportunità a lavoratrici sessuali sogdiane di servire i mercanti della Via della seta, dato che le cronache ufficiali riportano l'esistenza di mercati di donne a Kucha e Khotan. Un contratto in lingua sogdiana ritrovato nel cimitero di Astana dimostra che almeno un uomo cinese acquistò una ragazza sogdiana nel 639 d.C. Uno degli archeologi che scavò nel sito di Astana, Wu Zhen, sostiene che, sebbene molti nuclei familiari lungo la Via della Seta acquistassero singoli schiavi (come dimostrato da documenti precedenti di Niya), i documenti di Turpan indicano una massiccia crescita del commercio di schiavi. Nel 639 una schiava sogdiana fu venduta a un uomo cinese, come riportato in un documento legale del cimitero di Astana scritto in sogdiano. Khotan e Kucha erano luoghi comuni per la vendita di donne, con numerose prove del commercio di schiavi a Turfan grazie alle fonti testuali coeve che sono sopravvissute. Nella poesia Tang, le ragazze sogdiane appaiono spesso come cameriere nei locali e nelle locande della capitale Chang'an.
Le schiave sogdiane e i loro padroni cinesi maschi costituivano la maggioranza delle coppie donna sogdiana-uomo cinese, mentre le donne sogdiane libere erano le spose più comuni per gli uomini sogdiani. Un numero minore di donne cinesi sposava uomini sogdiani di rango elevato. Secondo i documenti esistenti, le coppie formate da uomo e donna sogdiani rappresentavano diciotto dei ventuno matrimoni registrati.
Un documento datato al 731 d.C. rivela che esattamente quaranta rotoli di seta furono pagati a un certo Mi Lushan, un mercante di schiavi sogdiano, da un cinese di nome Tang Rong (唐榮) di Chang'an, per l'acquisto di una ragazza di undici anni. Un uomo di Xizhou, un tocaristano (ossia un battriano) e tre sogdiani verificarono la vendita della ragazza.
I popoli dell'Asia centrale, come i Sogdiani, venivano chiamati Hu (胡) dai cinesi durante la dinastia Tang. Le donne Hu dell'Asia centrale erano stereotipate come cameriere o danzatrici dai cinesi. Gli uomini cinesi avevano per lo più rapporti sessuali extraconiugali con loro, dato che le donne Hu occupavano spesso ruoli che prevedevano servizi sessuali per i clienti, come cantanti, cameriere, schiave e prostitute. Le ragazze Baiyue meridionali erano oggetto di esotizzazione nella poesia. Gli uomini cinesi generalmente evitavano di sposarle legalmente, salvo necessità, come quando si trovavano nelle regioni di frontiera o in esilio, poiché sposare donne non-cinesi poteva rappresentare uno svantaggio sociale. Agli schiavi Hu in Cina veniva anche affidato il compito di accudire il bestiame, come pecore e bovini.

## Storiografia moderna

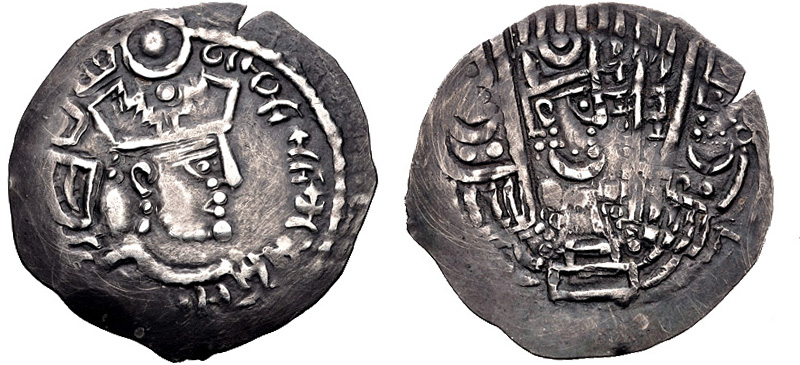
Una moneta d'argento coniata da Khunak, re di Buchara, dei primi dell'VIII secolo, raffigura il re coronato sul diritto e un altare del fuoco zoroastriano sul rovescio.

Nel 1916, il sinologo e storico francese Paul Pelliot utilizzò manoscritti cinesi della dinastia Tang rinvenuti a Dunhuang, nel Gansu, per identificare un'antica colonia sogdiana a sud del Lop Nur, nello Xinjiang (Cina nord-occidentale), che, a suo avviso, costituiva la base per la diffusione del buddhismo e del cristianesimo nestoriano in Cina. Nel 1926, lo studioso giapponese Kuwabara raccolse prove della presenza dei Sogdiani nelle fonti storiche cinesi, e nel 1933 lo storico cinese Xiang Da pubblicò Tang Chang'an and Central Asian Culture, che descriveva l'influenza sogdiana sulla vita sociale e religiosa della capitale cinese dell'epoca Tang.
Il sinologo canadese Edwin G. Pulleyblank pubblicò nel 1952 un articolo che dimostrava l'esistenza di una colonia sogdiana fondata nelle Sei Prefetture Hu dell'Ansa dell'Ordos durante il periodo Tang, composta da Sogdiani e popolazioni turche migrati dalla steppa mongola. Nel 1965, lo storico giapponese Ikeda scrisse un articolo che delineava la storia dei Sogdiani residenti a Dunhuang dall'inizio del VII secolo, analizzando gli elenchi dei loro nomi sinizzati e il ruolo dello zoroastrismo e del buddhismo nella loro vita religiosa. Yoshida Yutaka e Kageyama Etsuko, etnografi e linguisti giapponesi specializzati nella lingua sogdiana, riuscirono a ricostruire nomi sogdiani da quarantacinque diverse traslitterazioni cinesi, osservando che questi erano comuni a Turfan, mentre i Sogdiani che da generazioni vivevano più vicini al centro della civiltà cinese adottarono nomi tradizionali cinesi.

## Sogdiani celebri
- Amoghavajra, prolifico traduttore e uno dei monaci buddhisti politicamente più influenti della storia cinese, di discendenza sogdiana da parte di madre.[235][236]
- An Lushan (安祿山),[139] leader militare di origini sogdiane (dal lato paterno) e Tūjué durante la dinastia Tang in Cina; salì alla ribalta combattendo (e perdendo) guerre di frontiera tra il 741 e il 755. Successivamente, scatenò la catastrofica ribellione di An Lushan (755-763), che portò al declino della dinastia Tang.
- An Qingxu (安慶緒), figlio di An Lushan.
- An Chonghui (安重誨), ministro della Cina durante la dinastia Tang Posteriore.
- An Congjin (安從進), generale della Tang Posteriore e della Jin Posteriore (Cinque Dinastie).

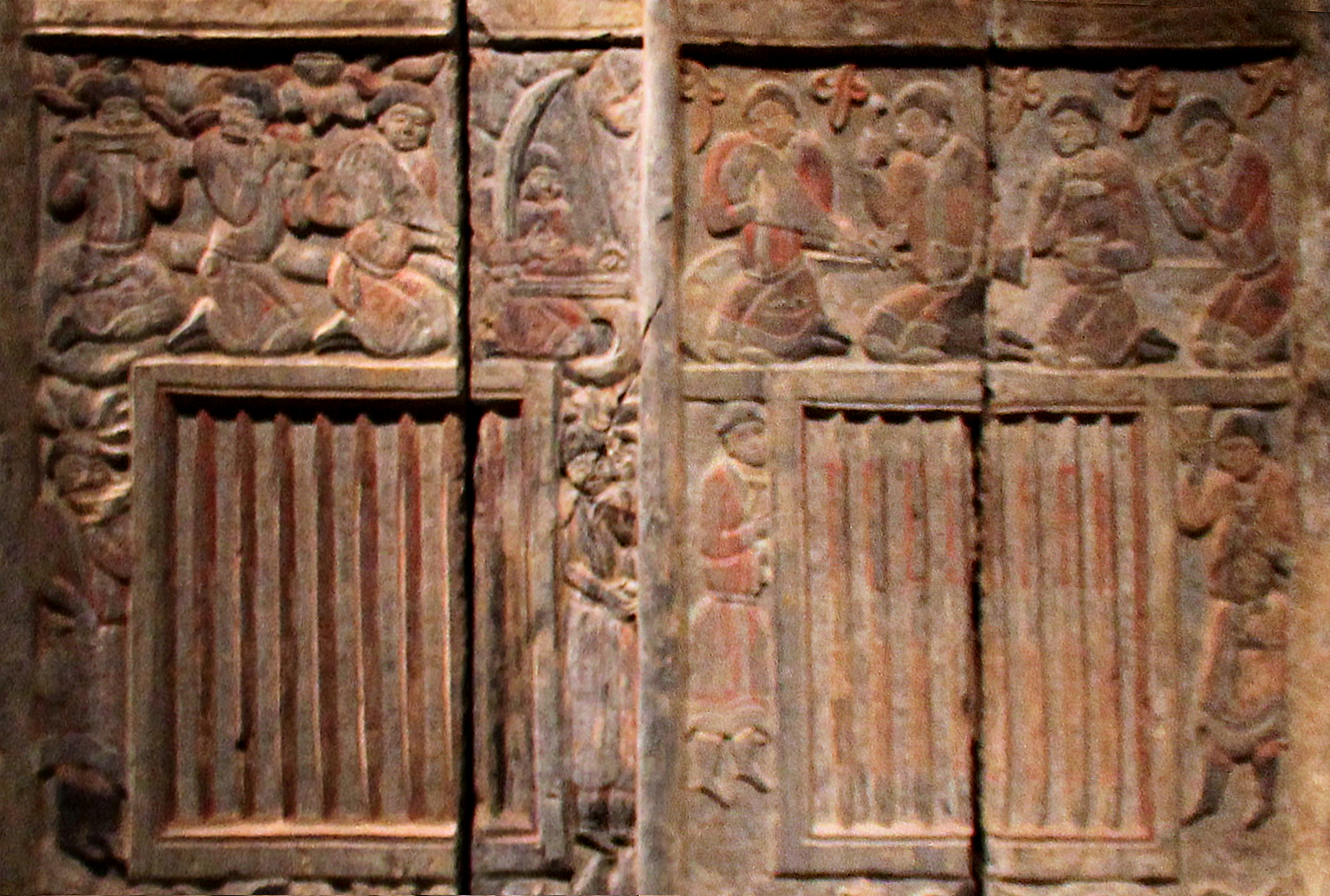
Musicisti e servitori sogdiani sulla tomba di Wirkak, 580 d.C.

- An Chongrong (安重榮), generale della Jin Posteriore (Cinque Dinastie).
- Apama,[38] figlia di Spitamene (vedi sotto) e moglie di Seleuco I Nicatore, fondatore dell'Impero seleucide.
- Azane,[20] figlio di Arteo, che guidò un contingente di truppe sogdiane nell'esercito persiano di Serse I durante la seconda invasione persiana della Grecia nel 480 a.C.
- Divashtich,[237] sovrano di Pendžikent nell'VIII secolo.
- Fazang,[238] monaco buddhista e influente filosofo del VII secolo, considerato il fondatore della scuola Huayan.
- Gurak,[71] sovrano di Samarcanda nell'VIII secolo.
- Kang Senghui (康僧會),[239] monaco buddhista del III secolo che visse a Jiaozhi (l'odierno Vietnam) durante il periodo dei Tre Regni.
- Kang Jing (康景)? – un possibile sogdiano che lavorò come servitore presso la residenza del Principe di Qin durante la dinastia Ming.[240][241]
- Khaydhar ibn Kawus al-Afshin,[242] generale del califfato abbaside e vassallo degli Abbasidi come principe di Osrushana nel IX secolo.
- Kaydar Nasr ibn 'Abdallah,[243] governatore abbaside d'Egitto nel IX secolo.
- Li Baoyu (李抱玉),[139] precedentemente noto come An Chongzhang (安重璋), nobilitato come duca Zhaowu di Liang (涼昭武公), generale della dinastia Tang che combatté contro la ribellione di An Lushan e l'Impero tibetano.
- Mi Fu (米芾),[244] pittore, poeta e calligrafo della dinastia Song.
- Malik ibn Kaydar,[245] generale del califfato abbaside del IX secolo.
- Muzaffar ibn Kaydar, figlio di Kaydar Nasr ibn 'Abdallah (vedi sopra) e anch'egli governatore abbaside d'Egitto nel IX secolo.
- Oxiarte,[30][31][32] signore della guerra sogdiano di Battriana, seguace di Besso e padre di Roxane, moglie di Alessandro Magno.
- Roxane,[30][31][32][246] principale moglie di Alessandro Masgno nel IV secolo a.C.
- Shi Jingtang (石敬瑭),[247] imperatore della Cina, nome templare Gaozu (高祖).
- Spitamene,[35] signore della guerra sogdiano che guidò una rivolta contro Alessandro Magno alla fine del IV secolo a.C.
- Tarkhun,[71] sovrano di Samarcanda nell'VIII secolo.
- Abu'l-Saj Devdad, emiro e funzionario del califfato abbaside e antenato della dinastia Sajide[248]
- Muhammad al-Bukhari, compositore di Hadith e studioso islamico, autore del Ṣaḥīḥ al-Bukhārī.[249]